# Parc national de Yellowstone
Vous lisez un « article de qualité » labellisé en 2007.
« Yellowstone » redirige ici. Pour les autres significations, voir Yellowstone (homonymie).
Le parc national de Yellowstone (en anglais : Yellowstone National Park) est un parc national des États-Unis, ainsi qu'un site du patrimoine mondial protégé par l'UNESCO, à cheval sur trois États : au nord-ouest du Wyoming (pour 96 % de sa surface) et, marginalement, au sud-est de l'Idaho (en bordure de la forêt nationale de Caribou-Targhee) et au sud-ouest du Montana (adjacent à la forêt nationale de Gallatin). Créé le 1er mars 1872 par le président républicain Ulysses S. Grant, Yellowstone est le plus ancien parc national du monde. Il s'étend sur 8 983 km2 (898 300 hectares), soit une superficie plus importante que celle de la Corse.
Il constitue le deuxième plus grand parc naturel des États-Unis (compte non tenu de ceux localisés en Alaska). La caldeira de Yellowstone est célèbre pour ses phénomènes géothermiques ; elle contient deux tiers des geysers de la planète et de nombreuses sources chaudes. L'une des figures emblématiques du parc est le geyser Old Faithful. Le parc abrite aussi de nombreux grands mammifères, comme des ours noirs, des grizzlys, des coyotes, des loups, des orignaux, des cerfs ou encore des troupeaux sauvages de bisons et de wapitis. Il constitue le cœur d'un vaste habitat naturel préservé, l'un des derniers écosystèmes relativement intacts des zones tempérées. Parmi les différents écosystèmes du parc, la forêt subalpine domine. Il est inscrit sur la liste des réserves de biosphère de l'UNESCO en 1976 et au patrimoine mondial depuis 1978. Il reçoit chaque année la visite d'environ trois millions de personnes, ce qui en fait l'un des parcs nationaux américains les plus fréquentés.

## Formation
Adossée aux montagnes Rocheuses nées du glissement de la plaque Farallon sous la plaque nord-américaine, la région de Yellowstone a été le théâtre d'éruptions gigantesques, entrecoupées de phénomènes telluriques plus discrets. La dernière remonte à environ 642 000 ans. Accumulée durant des millénaires sous l'écorce terrestre, la lave a crevé alors son enveloppe, projetant mille kilomètres cubes de roches. Le toit de la chambre magmatique s'est alors écroulé, formant un caisson d'effondrement appelé « caldeira » qui compose aujourd'hui la partie centrale du parc. Depuis, des éruptions mineures mais nombreuses ont en partie rempli la caldeira. Néanmoins, il est encore possible d'en reconnaître les rebords escarpés. Le volcanisme reste très actif à Yellowstone où l'on recense environ 1 000 à 3 000 séismes par an, 300 geysers et 10 000 sources chaudes hydrothermales, témoignant de la force des activités souterraines. Actuellement[Quand ?], Yellowstone revit une phase semblable à la première étape. La lave continue de s'accumuler, faisant à nouveau gonfler l'écorce terrestre. Au fond de l'actuel caisson d'effondrement, l'altitude a augmenté de 70 cm durant ces 50 dernières années. Depuis 2004, certaines parties de la caldeira se sont soulevées à la vitesse de 7 cm par an soit le rythme le plus rapide depuis le début des observations précises dans les années 1970.

## Géographie

### Situation et caractéristiques générales
Le parc national de Yellowstone se trouve dans le Nord-Ouest des États-Unis. Il est à cheval sur trois États (Idaho, Montana et Wyoming) mais la plus grande partie du parc se trouve au nord-ouest du Wyoming. Le centre du parc se situe à 110°30'03'' de longitude ouest et 44°36'53'' de latitude nord (à la même latitude que la ville de Bordeaux, Gironde). Des terres publiques (Federal Lands) entourent le Yellowstone et le parc national de Grand Teton se trouve à quelques kilomètres au sud.
Le parc de Yellowstone s'étend sur 8 983 km2 (898 317 hectares), dont 96 % se trouvent dans l'État du Wyoming, 3 % sur le Montana et 1 % en Idaho, ce qui amène certains à considérer qu'il y existe un vide juridique permettant de commettre n'importe quel crime, une « zone de la mort ». Le parc mesure 102 km du nord au sud, et 87 km d'est en ouest.

### Relief

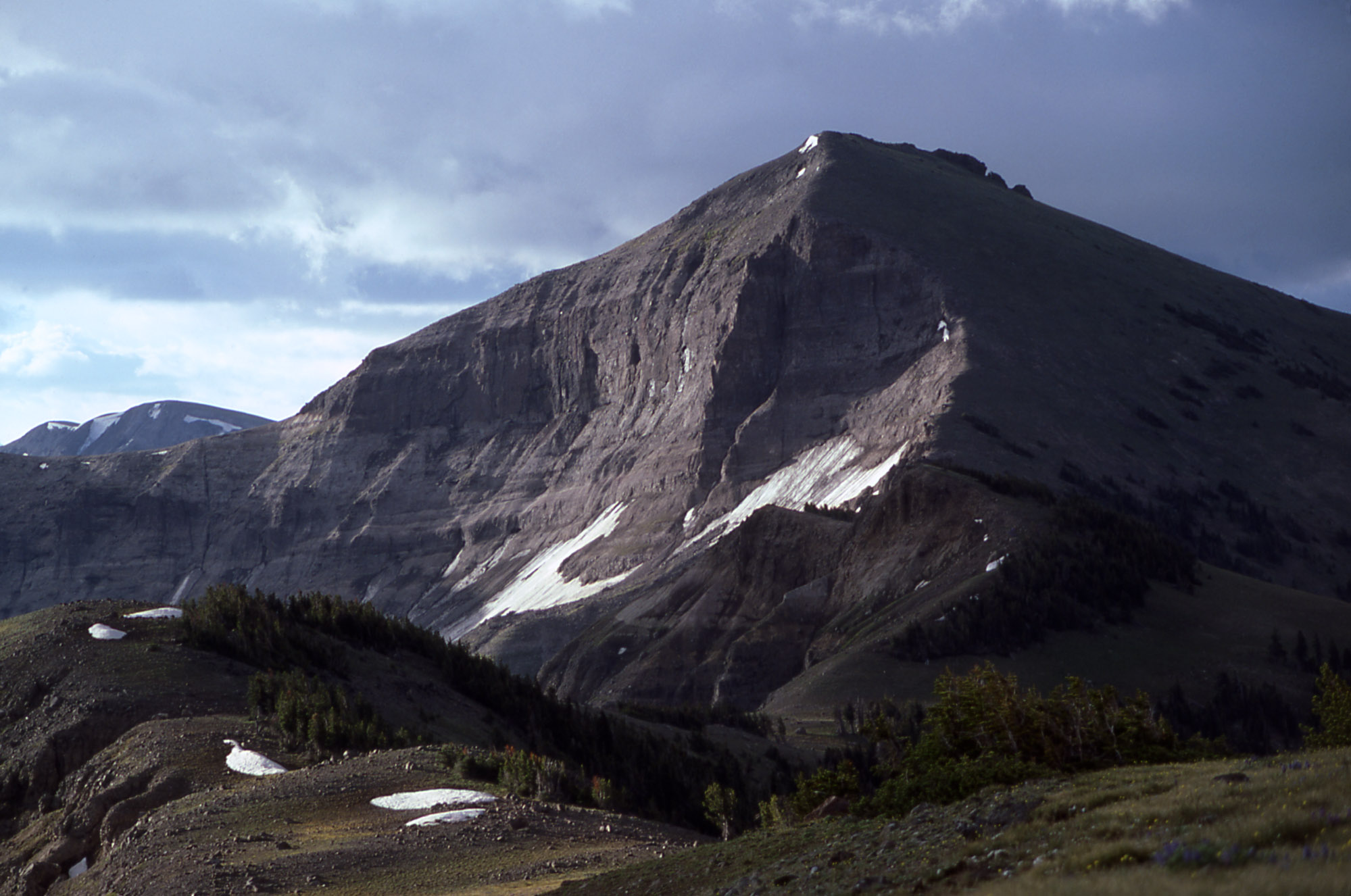
Le mont Langford, dans la chaîne Absaroka.

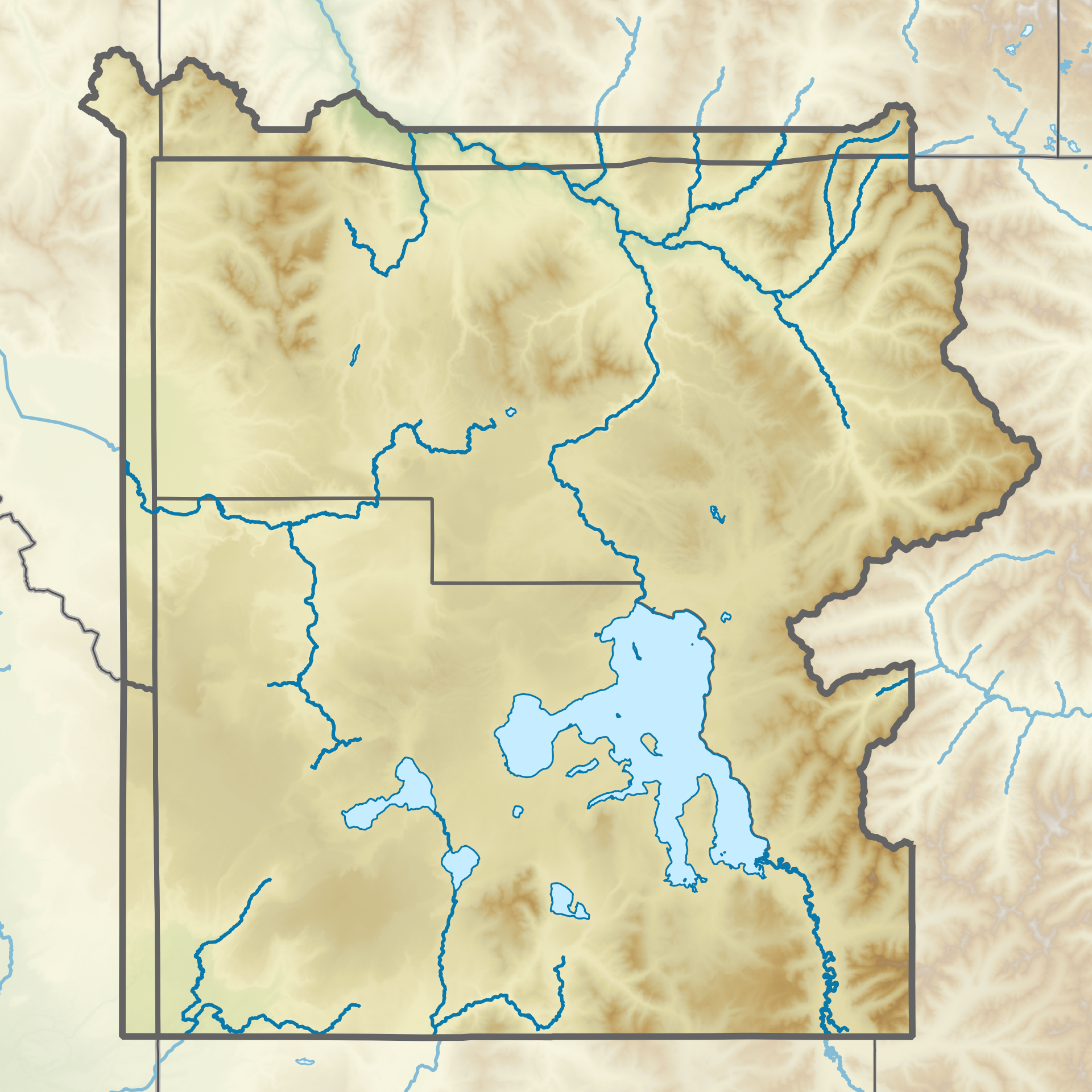
Carte topographique du parc.

Le parc de Yellowstone est situé sur un haut plateau, à une moyenne de 2 400 mètres d'altitude. Les altitudes du parc sont comprises entre 3 462 mètres au pic Eagle et 1 610 mètres à Reese Creek.
La région est entourée par des massifs appartenant aux montagnes Rocheuses, dont les sommets atteignent entre 3 000 et 4 000 mètres d'altitude : au nord-ouest le chaînon Gallatin, au nord les monts Beartooth, à l'est et au sud-est la chaîne Absaroka, au sud la chaîne Teton et à l'ouest le massif de Madison. Le plus haut sommet du plateau et du parc de Yellowstone est l'Eagle Peak qui culmine à 3 466 mètres.
La gigantesque caldeira (70 km de diamètre) de Yellowstone se trouve au centre du parc ; elle est presque entièrement recouverte par des débris volcaniques, ces formations superficielles masquent ainsi les formes de relief d'origine tectonique et plus spectaculaires. Deux gorges sont situées dans le parc : Yellowstone River Canyon et Lewis Canyon. Ils ont été progressivement creusés depuis 640 000 ans par les cours d'eau qui traversent le plateau volcanique du Yellowstone.

### Climat

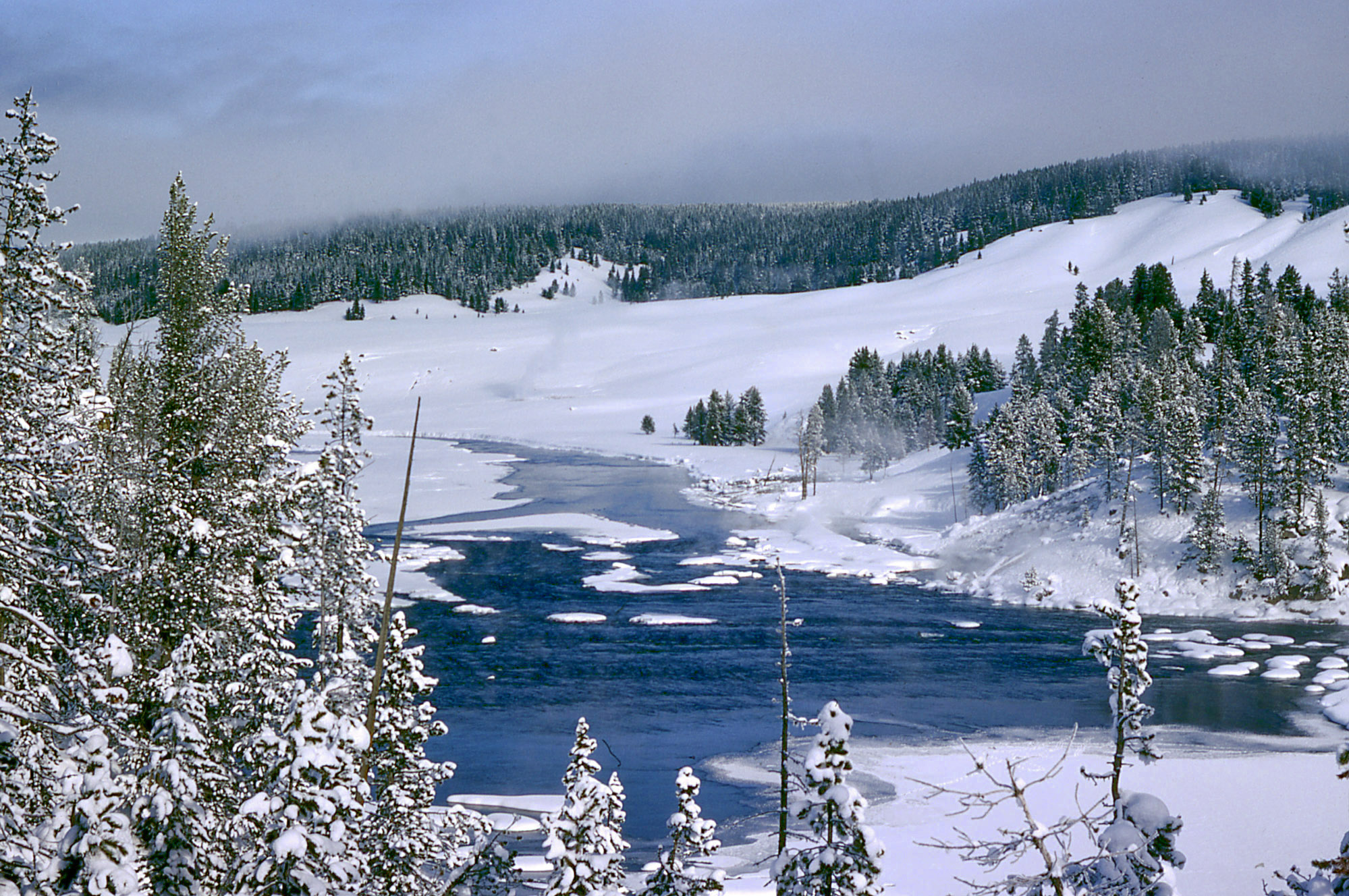
En hiver, le parc sous une épaisse couverture de neige.

Le climat est montagnard. Les températures et les précipitations varient sensiblement en fonction de l'altitude et du moment de la journée. Le secteur sud-ouest du parc reçoit davantage de pluie que la portion nord.
Les hivers sont froids (entre −20 °C et −5 °C en journée et inférieur à −20 °C la nuit) et neigeux. Pendant cette saison, seule l'entrée nord près de Gardiner est ouverte aux véhicules. La température la plus basse jamais enregistrée est de −54 °C en 1933. Les précipitations neigeuses varient fortement selon les saisons (il neige de l'automne au printemps avec un maximum en janvier) et l'altitude. En moyenne, il tombe entre 182 et 380 cm de neige sur l'année près du lac Yellowstone mais l'épaisseur du manteau atteint le double aux sommets des montagnes environnantes.
Le printemps et l'automne sont marqués par des températures comprises entre 0 °C et 20 °C en journée et de −5 °C à −20 °C la nuit. Les étés sont relativement chauds (généralement entre 20 °C et 25 °C avec des pics à 30 °C) et le temps peut changer rapidement au cours d'une journée avec l'apparition d'orages dans l'après-midi. Le record de la température la plus chaude a été enregistrée en 1936 (37 °C).
Les tornades sont rares dans le parc bien que la tornade la plus puissante de l'État du Wyoming se soit produite dans le parc le 21 juillet 1987. Celle-ci était classée F4 sur l'échelle de Fujita ce qui correspond à des vents compris entre 330 et 420 km/h. 61 km2 de forêt de pins furent abattus.
| Mois                              | jan.  | fév.  | mars | avril | mai  | juin | jui. | août | sep. | oct. | nov. | déc.  | année |
| --------------------------------- | ----- | ----- | ---- | ----- | ---- | ---- | ---- | ---- | ---- | ---- | ---- | ----- | ----- |
| Température minimale moyenne (°C) | −12,4 | −10,6 | −8,2 | −3,3  | 1,3  | 5,1  | 8,1  | 7,4  | 2,8  | −1,4 | −7,1 | −11,2 | −2,4  |
| Température maximale moyenne (°C) | −1,9  | 1,1   | 4,2  | 9,6   | 18,8 | 21,1 | 26,4 | 25,7 | 19,9 | 13,2 | 3,7  | −0,8  | 11,6  |
| Précipitations (mm)               | 28    | 19    | 28   | 30    | 51   | 38   | 38   | 36   | 33   | 25   | 25   | 25    | 376   |
| dont neige (cm)                   | 37    | 26    | 33   | 15    | 3,8  | 2    | 0    | 0    | 1,3  | 9,4  | 23   | 34    | 184,5 |

### Hydrographie

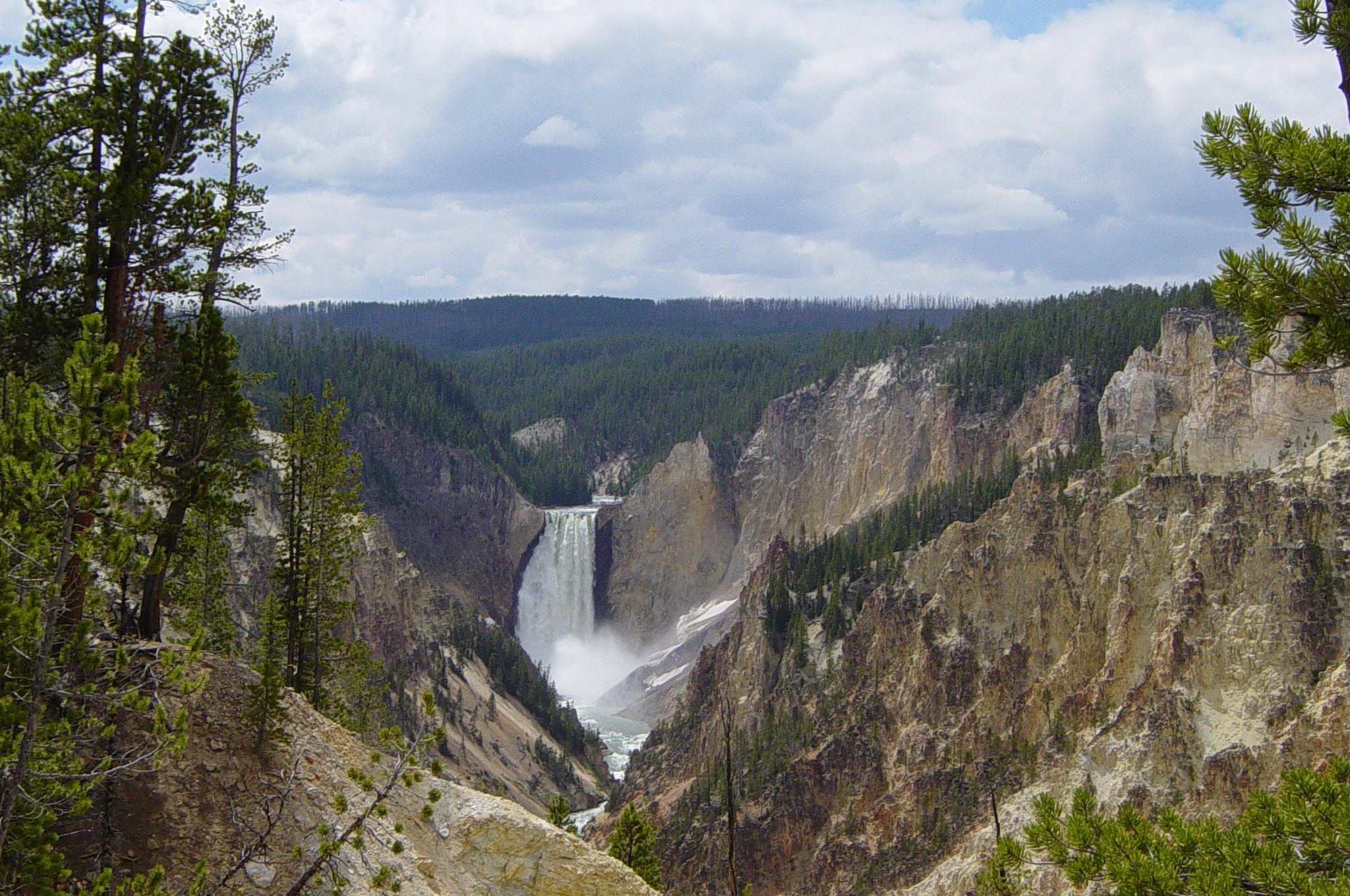
Lower Falls, les chutes de la rivière Yellowstone.

La ligne de partage des eaux entre océan Pacifique et océan Atlantique traverse le parc national de Yellowstone en formant une diagonale dans la partie sud-ouest du parc. Environ un tiers du parc se trouve à l'ouest de cette ligne. Les rivières de la Yellowstone et de la Snake, qui prennent toutes les deux leur source dans le parc, s'éloignent dans des directions opposées : la première rejoint le golfe du Mexique en se jetant dans le Missouri, un affluent du Mississippi tandis que la Snake rejoint le fleuve Columbia qui se termine dans l'océan Pacifique. Les cours d'eau du parc (rivière Firehole, rivière Lamar...) sont principalement alimentés par la fonte de la couverture neigeuse au printemps.
Le parc compte 290 chutes d'eau mesurant plus de 4,5 mètres de hauteur et coulant toute l'année. Les eaux thermales ont mis des milliers de siècles à façonner le paysage par ruissellement ou par accumulation de sédiments. Les chutes les plus hautes sont celles de Lower Falls qui mesurent 94 mètres,. Les Upper Falls se précipitent d'une hauteur de 33 mètres.
Une bonne partie du lac Yellowstone se trouve à l'intérieur de la caldeira. Situé à 2 357 mètres d'altitude, ce lac est le plus grand lac de montagne d'Amérique du Nord, avec 354 km2. La présence de dômes de résurgence, qui sont soumis à une élévation variable selon les phénomènes géologiques (variation de 3 cm par an) entraîne des modifications dans la configuration du lac, avec des secteurs plus ou moins inondés selon les décennies.

## Géologie

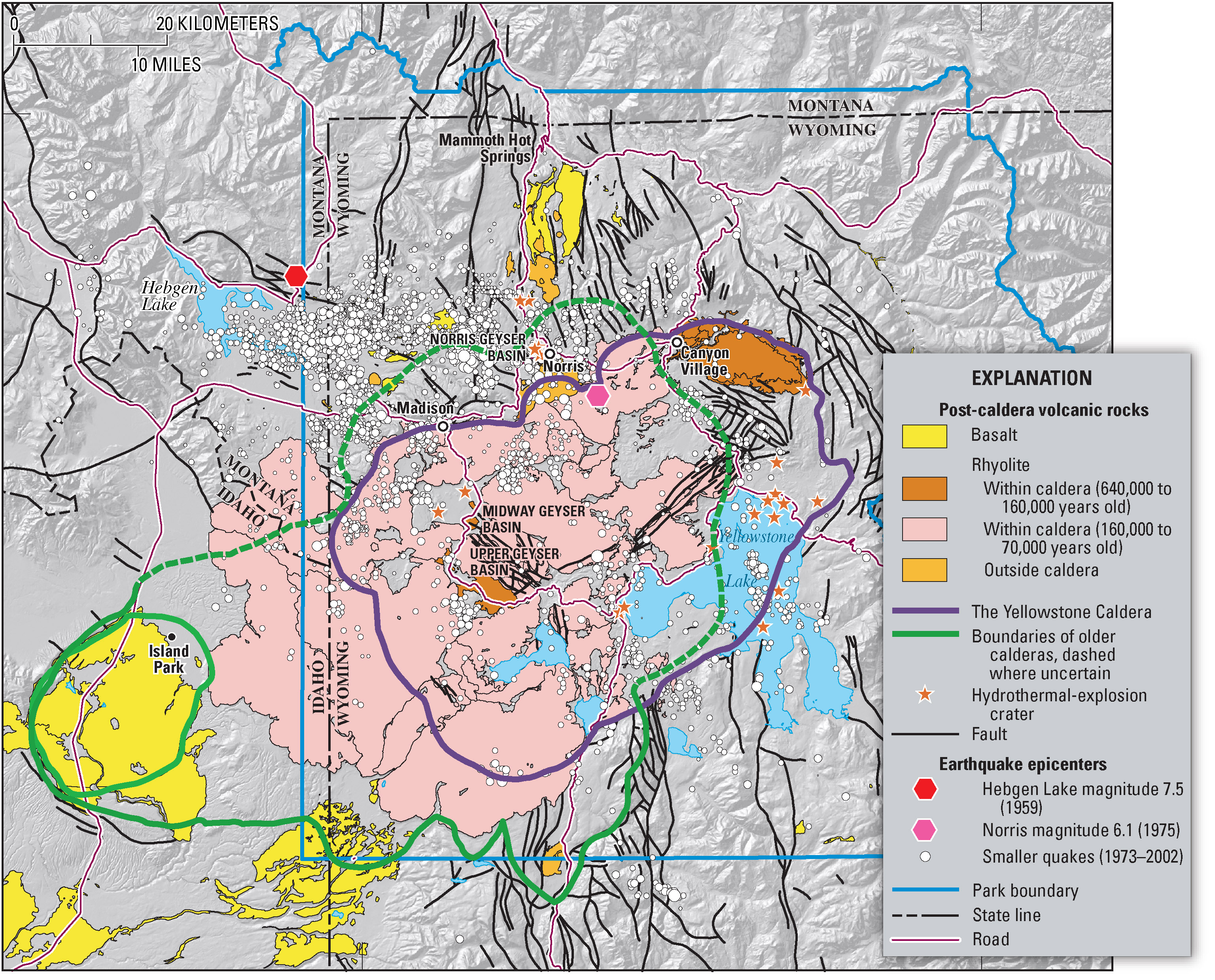
Carte géologique du Yellowstone.

Le nom « Yellowstone » (« pierre jaune » en français) provient de la couleur des rochers du grand canyon de Yellowstone (vallée en « V ») qui a été formé lors des dernières glaciations avant d'être fortement érodé par la rivière Yellowstone. Contrairement aux apparences, la couleur des pierres provient de l'altération hydrothermale du fer qu'elles contiennent et non du soufre qui est toutefois présent. Yellowstone se situe à l’extrémité nord-orientale de la plaine de la rivière Snake qui forme un arc en « U » à travers les montagnes Rocheuses. La plaine s’étend sur 400 km vers l’ouest à partir de la ville de Boise dans l'État de l'Idaho. La caldeira de Yellowstone est le plus grand système volcanique d’Amérique du Nord. Il appartient à la catégorie des « supervolcans » et ses éruptions dépassent de loin celles des volcans « classiques ».

### Origines

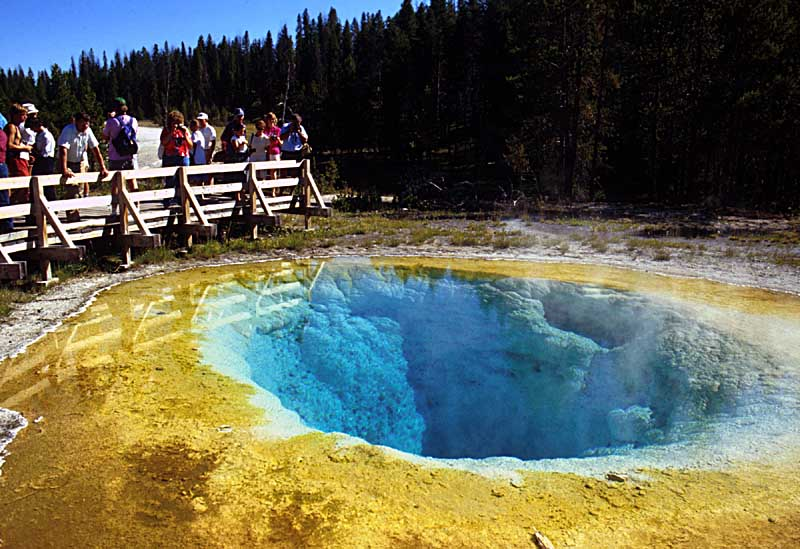
Le bassin de Morning Glory Pool.

La forme arquée de la plaine montre le déplacement que connaît la plaque nord-américaine durant les derniers 17 millions d'années. Cette plaque tectonique se déplace sur un point chaud du manteau terrestre.
Entre huit et seize kilomètres sous la caldeira de Yellowstone se trouve une cavité appelée chambre magmatique qui contient une masse de magma pour l'essentiel cristallisée et sous haute pression. Cette chambre gigantesque a une capacité maximale de 15 000 à 20 000 km3, ce qui représente à peu près la taille du massif du Mont-Blanc. Un point chaud est, comme son nom l'indique, un endroit de la croûte terrestre qui est plus « chaud » que le reste du globe. En effet, dans les profondeurs du manteau (la base du manteau supérieur pour ce qui concerne le Yellowstone) un panache de magma plus chaud que la normale remonte et provoque la fonte du manteau situé en dessous de la croûte terrestre avant de la percer comme le ferait un chalumeau avec une plaque de fer. Cette poussée forme une sorte de dôme sous la croûte terrestre. Une fois arrivés juste en dessous de la surface, les gaz et le magma en partie refroidis forment donc une chambre magmatique générant des volcans en dehors de toutes zones de subduction. Yellowstone se distingue des autres volcans par sa forme originale. En effet, ce volcan se manifeste sous la forme d'une caldeira étendue alors que les volcans classiques sont plutôt coniques : c'est ce qu'on appelle une caldeira active. Yellowstone est de plus le seul volcan explosif placé sur un point chaud mais il n'est pas la seule caldeira active.

### Histoire volcanique

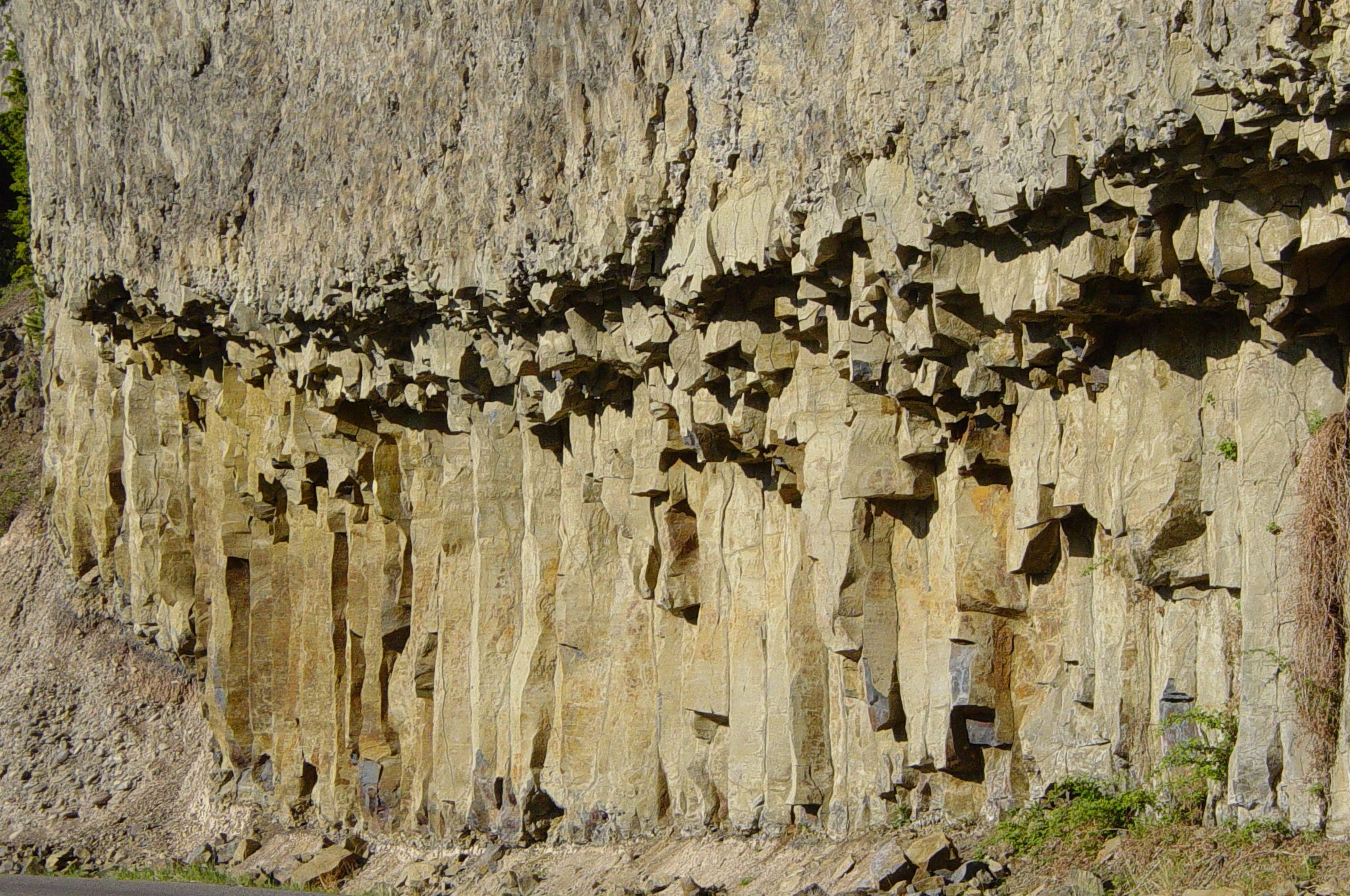
Colonne de basalte près de Tower Fall produite par une coulée de lave lors d’une énorme éruption volcanique.

L’éruption la plus violente connue s'est déroulée il y a 2,1 millions d'années. Elle a rejeté 2 450 km3 de matières volcaniques tout en créant la formation géologique de Huckleberry Ridge Tuff. Une éruption moins importante rejetant 280 km3 de matières est survenue il y a 1,2 million d’années. Elle a ainsi donné naissance à la Island Park Caldera et à la formation géologique de Mesa Falls Tuff.
Il y a environ 640 000 ans, une troisième éruption volcanique recouvrit de cendres volcaniques et de roches également appelés ejectas (1 000 km3) tout l'ouest des États-Unis, une partie du centre du pays, et s'étendit jusqu'à la côte Pacifique et au Mexique. Après ce cataclysme équivalent à 3 000 fois l'éruption du Vésuve en 79 ou 1 000 fois plus puissant que l’éruption du mont Saint Helens en 1980,, il resta une immense caldeira, d'une taille de 45 km sur 85. L’éruption entraîna également la formation géologique nommée Lava Creek Tuff qui est composée de tuf. Chacune des trois éruptions a relâché d’énormes quantités de cendres qui se sont répandues à des milliers de kilomètres de leurs lieux d'origine. Les gaz et les cendres ont probablement eu un grand impact sur le climat de la planète tout en amenant une extinction massive d’espèces vivantes principalement en Amérique du Nord.

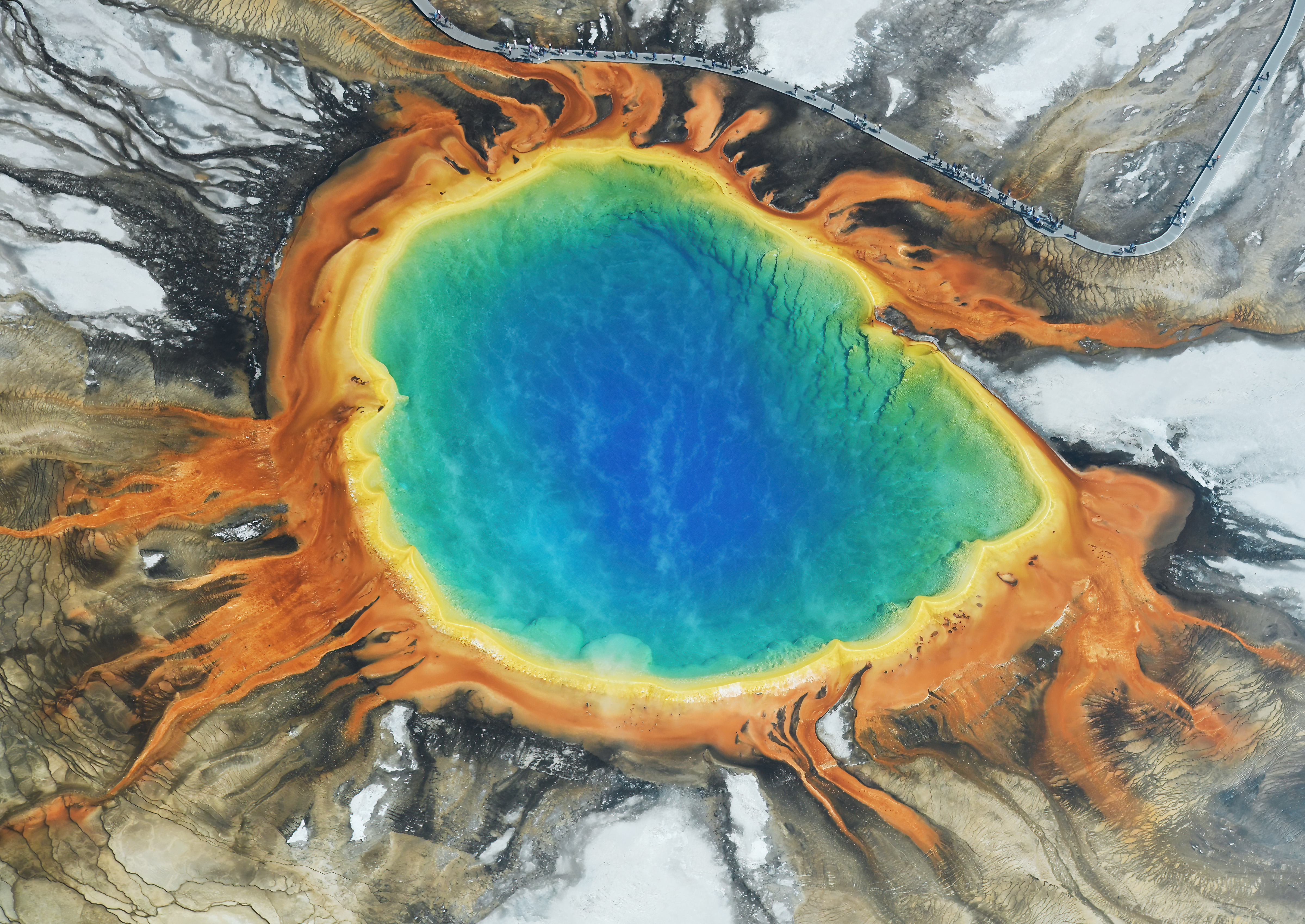
Des chemins en bois permettent aux visiteurs de s’approcher des sources chaudes du Grand Prismatic Spring.

Une éruption mineure a lieu il y a 160 000 ans. Elle forma une caldeira plus modeste qui contient actuellement la partie ouest du lac Yellowstone. Deux autres éruptions eurent encore lieu ensuite. La dernière d’entre elles, survenue il y a 70 000 ans, a rebouché une grande partie de la caldeira avec ses coulées de laves.
Chacune des éruptions fait en réalité partie d’un cycle dont l’apogée coïncide avec la destruction du toit de la chambre magmatique, ce qui a pour conséquence la vidange d’une partie de celle-ci. Cela crée un cratère nommé « caldeira » dont la lave s’échappe par des fissures entourant celui-ci. Le temps écoulé entre les trois dernières éruptions est de l’ordre de 600 000 à 900 000 ans. Même si la dernière éruption importante s'est déroulée il y a 640 000 ans, rien n'indique pour autant que la prochaine est imminente.
Une série d'éruptions de faible explosivité eurent lieu entre 63 000 et 70 000 ans et remplirent la caldeira de Yellowstone de laves composées de rhyolite et de basalte. Ces laves sont visibles au niveau des collines d'Obsidian Cliffs (rhyolite) et de Sheepeaters Cliff (basalte). Les strates laissées sont visibles dans le Grand Canyon de Yellowstone à l’endroit où la rivière Yellowstone érode les anciennes couches de lave. Pour finir, une éruption hydrothermale creusa un cratère de 5 km de diamètre à Mary Bay, il y a environ 13 000 ans.

### Géothermie

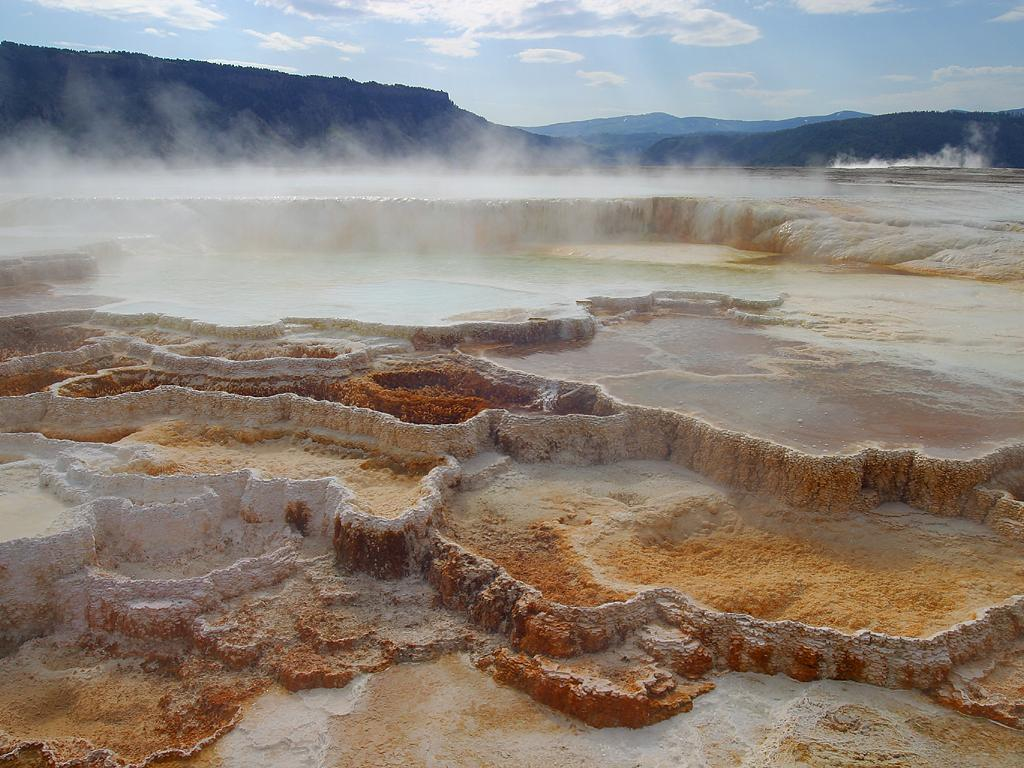
Vasques calcaires de Mammoth Hot Springs, Yellowstone

L'activité géothermique contribue à la renommée du parc. On recense actuellement plus de 200 geysers et 10 000 sources chaudes,,, soit 62 % du total connu sur l'ensemble de la planète. Le plus célèbre geyser est le geyser Old Faithful (le « vieux fidèle »). Ce dernier a eu en effet la particularité d’entrer en activité à intervalles presque réguliers, toutes les 90 minutes ; les éruptions sont plus irrégulières aujourd'hui. Le nom de « Old Faithful » fut donné au geyser par le général Henry Washburn. Ses eaux jaillissent à une hauteur approchant les 40 mètres.
Le parc abrite également le plus grand geyser au monde dont le nom Steamboat Geyser peut se traduire par « geyser bateau à vapeur ». C'est dans ces geysers que les scientifiques ont découvert Thermus aquaticus. L'enzyme Taq polymérase de cette eubactérie a permis la mise au point de la PCR qui a révolutionné le génie génétique.
Le Yellowstone compte par ailleurs de nombreuses sources chaudes permanentes, comme l'Oval Spring. Pendant leur trajet souterrain, les eaux chaudes se chargent de calcaire en dissolvant les roches. Lorsqu'elles atteignent la surface, le calcaire se dépose sous l’effet du refroidissement des eaux ce qui a pour conséquence la formation de sculptures naturelles de formes diverses, comme des vasques en cascade. Une de ces formations calcaires célèbre est Mammoth Hot Springs. Ces eaux chaudes facilitent la survie des animaux lors de la période hivernale et font partie d’un écosystème très particulier et très rare sur la planète.

### Tremblements de terre

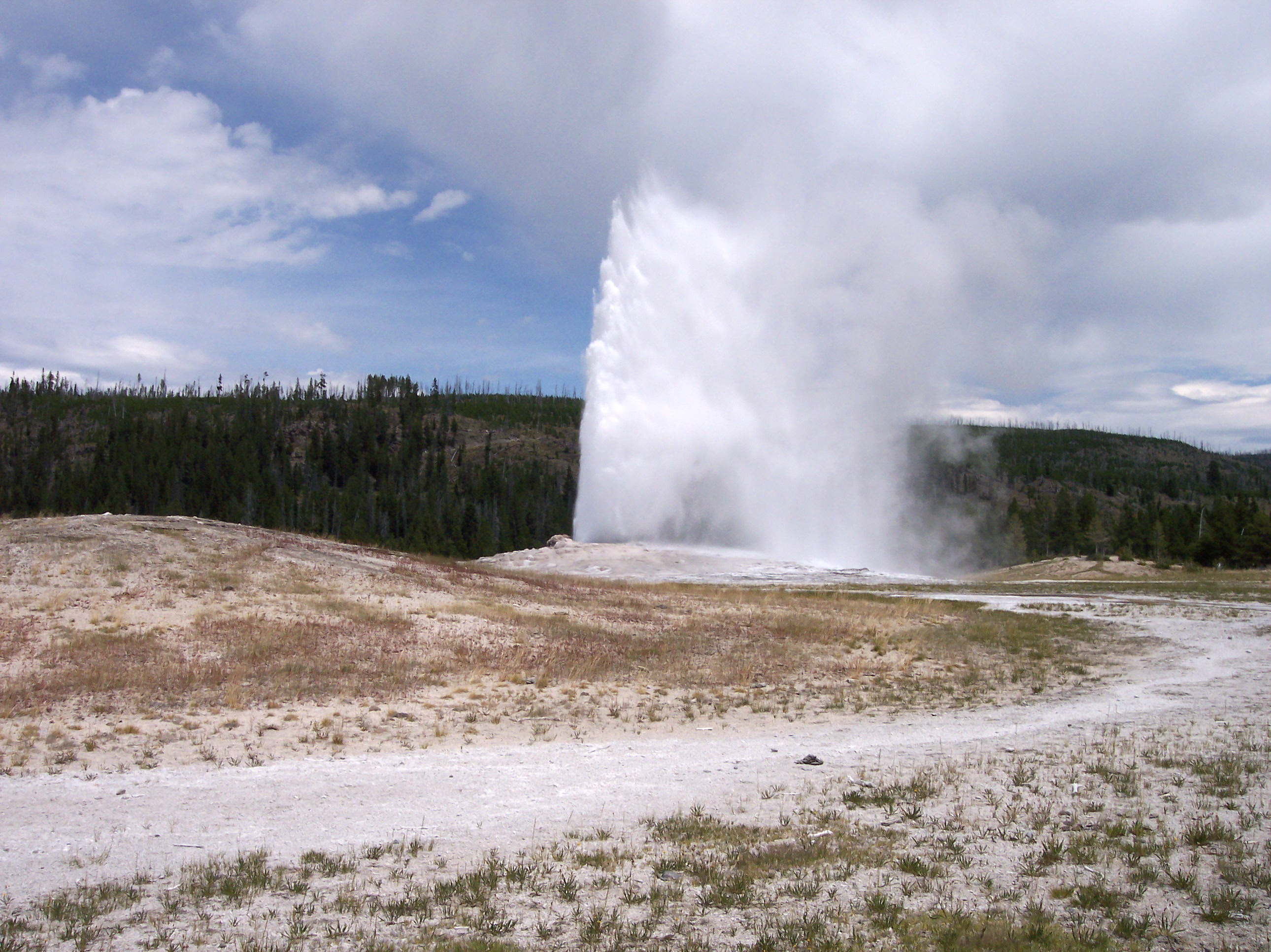
L'Old Faithful, geyser qui entre en activité à intervalles réguliers.

L'activité sismique est suivie de près par les autorités du parc de Yellowstone. Les scientifiques mesurent en permanence les mouvements du plateau, qui gonfle d'environ 1,5 cm par an. Un accroissement rapide de cette vitesse de déplacement pourrait annoncer un danger majeur car il serait synonyme d'instabilité du magma et de création de gaz.
Dans le passé, le parc a connu six tremblements de terre d’une magnitude supérieure à 6 sur l’échelle de Richter dont celui de 1959 d’une magnitude de 7,5. Celui-ci fit apparaître une fissure géante qui endommagea le lac Hebgen, lequel se vida rapidement. Les sédiments relâchés en même temps par la fissure bouchèrent la rivière ce qui créa le lac Quake. Vingt-huit personnes furent tuées à la suite de ce tremblement de terre. Des geysers se mirent en éruption et les eaux de sources généralement claires sont devenues troubles à cause des matières en suspension. Le 30 juin 1975, un tremblement de terre d’une magnitude de 6,1 ne fit pas de dégâts. Trois mille secousses mineures eurent lieu en 1985 au nord-ouest du parc. Le 30 avril 2007, seize secousses d'une magnitude supérieure à 2,7 survinrent en quelques jours.
Actuellement[Quand ?], on enregistre chaque année environ deux mille secousses telluriques en moyenne, mais leur intensité est trop faible pour être remarquée par les visiteurs.

### Surveillance et risques actuels

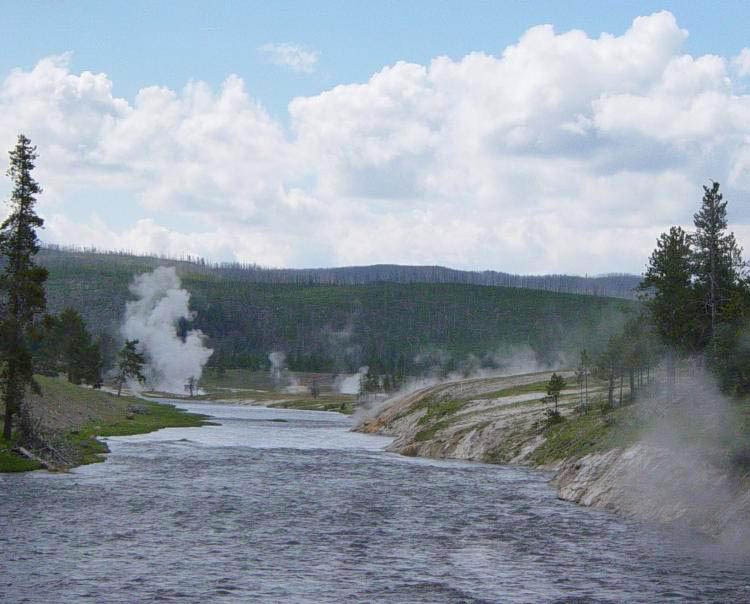
Rivière Firehole près du geyser Excelsior.

En mai 2001, le service géologique américain, le parc national du Yellowstone et l’université de l'Utah ont créé l’observatoire volcanologique de Yellowstone (YVO). Il s’agit d’un partenariat visant à étudier à long terme les processus géologiques du plateau du Yellowstone et d’en découvrir les risques volcaniques potentiels.
En 2003, certains accès du Norris Geyser Basin furent interdits à la suite de l’apparition de nouvelles fumerolles et de la recrudescence de l’activité de certains geysers. La température de certains geysers était tellement élevée que le processus d’éjection de vapeurs en était perturbé. Cet événement coïncida avec la publication d’un rapport du service géologique américain qui avait découvert le soulèvement d’un dôme près du lac Yellowstone. Le rapport indiquait qu’il n’y avait pas de risque immédiat concernant l’apparition d’une nouvelle éruption.
Le 10 mars 2004, un biologiste a découvert cinq bisons morts probablement intoxiqués par des gaz toxiques sortis du Norris Geyser Basin. Cet événement fut rapidement suivi en avril par une augmentation du nombre des séismes.
En 2006, une étude a rapporté que le Mallard Lake Dome et le Sour Creek Dome se sont élevés de 4 à 6 cm par an depuis 2004. Bien que cette nouvelle ait fait couler beaucoup d’encre dans les médias, les experts affirment qu’il n’y a pas d’augmentation prévisible du risque d’éruption dans le parc. Cette élévation serait due à la recharge de la chambre magmatique.
En juin 2017, ce supervolcan a vu jusqu'à 1 000 séismes en deux semaines seulement. Ce phénomène anormal a été observé de très près par plusieurs géologues, qui disent qu'il n'y a que 1 % de chances qu'il y ait une éventuelle éruption avant 100 ans.

## Histoire

### Époque précolombienne

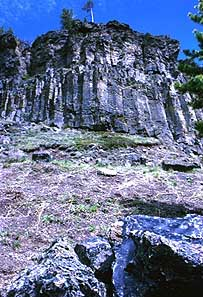
Obsidian Cliff, Parc du Yellowstone.

On a retrouvé dans le Yellowstone des traces de présence humaine datant d'au moins 11 000 ans. En 1959, un projectile de la culture Clovis fabriqué à partir d'obsidienne fut mis au jour sur le chantier de construction du bureau de poste à Gardiner. Enfin, on trouva en 2010 un atlatl, ou propulseur de lance, vieux de 10 000 ans.
Les premières nations autochtonnes utilisaient les gisements d'obsidienne du Yellowstone, une pierre très dure, pour fabriquer des outils tranchants et des armes. Des pointes de flèche taillées dans ce matériau ont été retrouvées jusque dans la vallée du Mississippi, ce qui indique qu'il existait à cette époque des échanges commerciaux entre les tribus de Yellowstone et celles qui habitaient beaucoup plus à l'est. Car les peuples autochtones parlaient plusieurs langues dont la langue des signes des peuples premiers. Le partage et l'inclusion faisant partie des valeurs des peuples autochtones[réf. nécessaire].
Le parc tire son nom des sources de la Yellowstone River, baptisée ainsi (« Roche jaune ») par les coureurs des bois et trappeurs canadiens-français qui exploraient et faisaient du commerce dans cette région au XVIIIe siècle. Elle fut ensuite traduite en anglais par « Yellow Stone » avant de prendre le nom actuel de « Yellowstone ». Cette appellation est sans doute elle-même issue d'une traduction de la langue minnetaree (Mi tsi a-da-zi, c'est-à-dire la « rivière de la roche jaune »). Elle fait allusion à la couleur des pierres jaunes que l'on trouvait dans le Grand Canyon du Yellowstone.

### Explorations
En 1806, un membre de l'expédition Lewis et Clark, appelé John Colter, quitta ses compagnons de voyage pour rejoindre un groupe de trappeurs et fut sans doute le premier homme d'origine européenne à visiter cette région et à entrer en contact avec les tribus amérindiennes. Durant l'hiver 1807-1808, Colter traversa un secteur de l'actuel parc et observa les phénomènes géothermiques près de la chute Tower. Après avoir survécu à des blessures reçues lors de combats contre les tribus Crows et Pieds-Noirs en 1809, il livra une description d'une région pleine de « feu et de soufre », que l'on mit à l'époque sur le compte du délire.
Pendant les 40 années qui suivirent, de nombreux récits de trappeurs évoquèrent les eaux bouillonnantes, les geysers et les arbres pétrifiés sans trouver beaucoup de crédit.
En 1857, Jim Bridger revint d'une autre expédition dans la même région et raconta avoir vu des sources bouillantes, de l'eau jaillissante, une montagne de glace et des pierres jaunes. Ce récit fut généralement ignoré, car Bridger avait la réputation d'être un affabulateur. Pourtant, son témoignage suscita l'intérêt de l'explorateur et géologue Ferdinand Vandeveer Hayden, qui monta une autre expédition en 1859 pour étudier le haut Missouri, avec Bridger comme guide, accompagné d'un géomètre de l'armée américaine, William F. Raynolds. Le groupe s'approcha du Yellowstone mais ne put l'atteindre en raison de fortes chutes de neige. Le début de la guerre de Sécession interrompit alors les recherches pendant 11 ans.

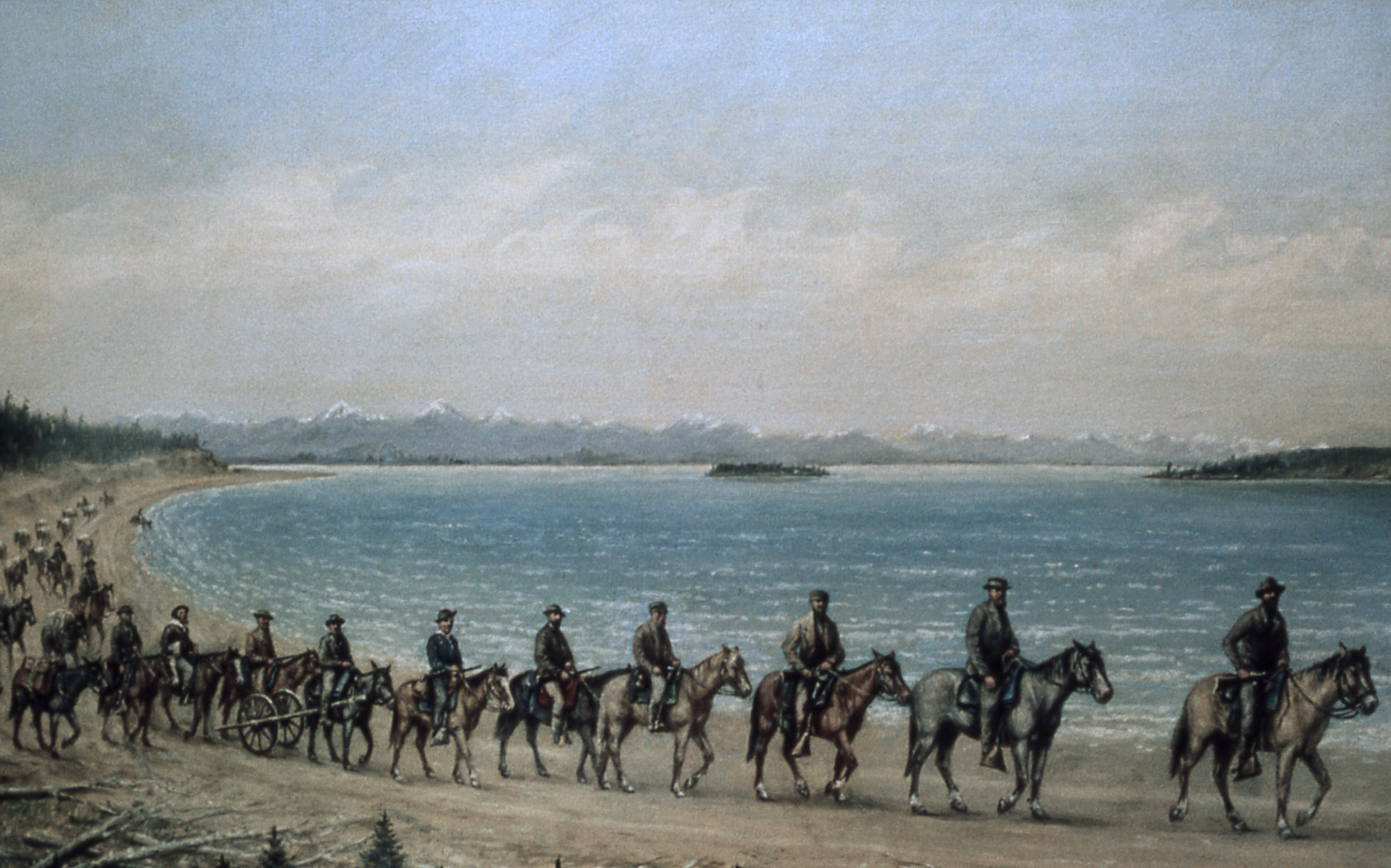
Cette peinture de William Henry Jackson, The Hayden Survey décrit l'exploration d'un lac au Yellowstone (1871)

L’expédition Folsom de 1869 est la première à donner une description détaillée de la région du Yellowstone. Elle remonta la rivière Yellowstone jusqu’au lac Yellowstone. En 1870, des habitants du Montana organisèrent à leur tour une expédition (expédition Washburn-Langford-Doane), menée par le topographe Henry Washburn et à laquelle participèrent Nathaniel P. Langford (qui deviendra le premier surintendant du parc avec le surnom de « National Park Langford ») et un détachement de l’Armée américaine commandé par le lieutenant Gustavus Cheyney Doane. Pendant un mois, ils étudièrent la région, collectèrent de nombreux spécimens et baptisèrent plusieurs sites.
Cornelius Hedges, un écrivain et avocat du Montana, avait participé à l'expédition Washburn. Le journal Helena Herald publia plusieurs articles consignant ses observations entre 1870 et 1871. Il fut l'un des premiers, avec le gouverneur du Montana Thomas Francis Meagher, à proposer de faire du Yellowstone un parc national protégé. Dans une lettre de 1871, adressée à Ferdinand Hayden par Jay Cooke, ce dernier affirmait que son ami le sénateur William D. Kelley avait suggéré de passer une loi permettant de faire du Yellowstone un parc public.
En 1871, Hayden dirigea une deuxième et plus importante expédition, financée cette fois-ci par le gouvernement. Il rédigea un rapport complet sur le Yellowstone, illustré par les photographies de William Henry Jackson et les illustrations de Thomas Moran, ce qui incita le Congrès américain à protéger cette région. Le 1er mars 1872, le président américain Ulysses S. Grant signa le décret créant le Yellowstone National Park afin d'en faire un lieu « exempt d'exploitation mercantile, voué à la satisfaction du peuple ». La vallée Hayden tire son nom du géologue.

### Les débuts du parc

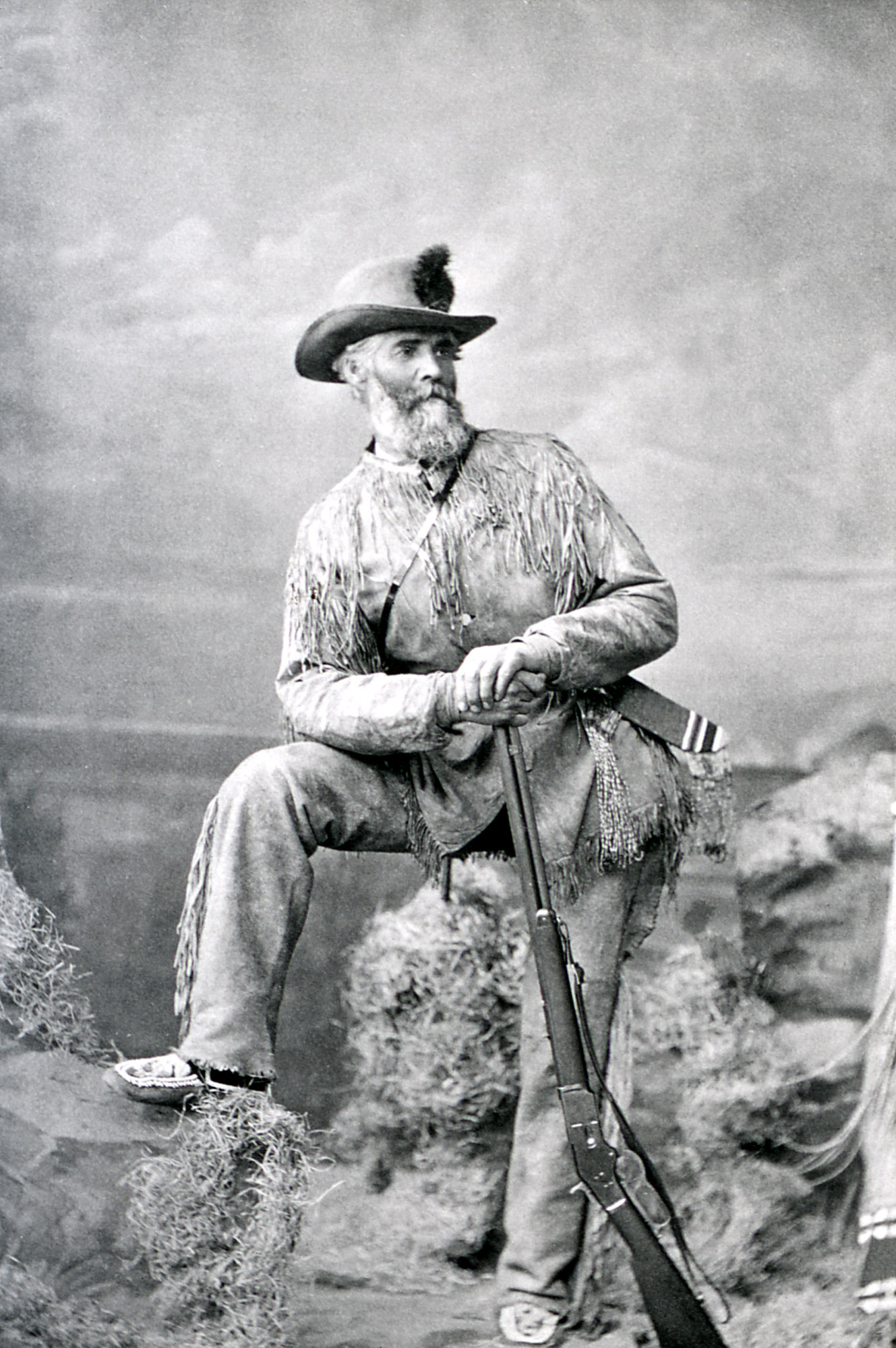
Philetus Walter Norris.

Nathaniel P. Langford occupe bénévolement pendant cinq ans la fonction de surintendant du parc et est suivi par d'autres, qui travaillent avec des moyens très modestes. Longford se retire en 1877,. Le deuxième surintendant, Philetus Norris, réussit à obtenir un petit salaire et quelques subventions, destinées à contrôler le vandalisme et le braconnage dans le parc. Il fait construire quelques équipements et des routes. Pour le seconder, il engage Harry Yount, qui est aujourd'hui considéré comme le premier ranger d'un parc national aux États-Unis.
La Northern Pacific Railway construit une gare à Livingston (Montana) reliée à l'entrée nord du parc au début des années 1880. La fréquentation du parc augmente rapidement, passant de 300 visiteurs en 1872 à 5 000 en 1883. En 1882, 400 Tukadika (une branche des Shoshones du nord), résidant sur le territoire du Yellowstone, sont déportés de force vers la réserve indienne de Wind River. Au nom d'un idéal environnemental, la création du parc se fait en effet au détriment des communautés amérindiennes locales, dont les pistes de chasse et de migration saisonnières se trouvaient sur ce territoire.
À cette époque, les touristes disposent de peu de routes et de services et se déplacent à cheval ou en diligence. En 1908, une seconde voie ferrée, qui fonctionne jusque dans les années 1960, permet d'accéder à West Yellowstone par l'Union Pacific.
En 1881, Albert Bierstadt peint les chutes du Yellowstone : l'œuvre incite le président Chester A. Arthur à visiter le parc en 1883.
Afin de pallier l'insuffisance des moyens pour protéger le parc national, l'administration de Yellowstone est confiée à l'armée entre 1886 et 1918. Un corps de gardes civils spécifiques (les Rangers) est créé et placé sous l'autorité du National Park Service. Le Fort Yellowstone est aménagé à partir de 1891 pour les héberger. En 1909, l'ensemble des bâtiments peut accueillir 400 hommes, soit quatre troupes. L'armée cède le contrôle du Yellowstone au National Park Service le 31 octobre 1918.
Au début du XXe siècle, les États-Unis construisent une route de 235 kilomètres en forme de « 8 » permettant de relier les points les plus intéressants du parc. Le tracé définitif de la Grand Loop Road date de 1905. Le Président américain Theodore Roosevelt visite le Yellowstone en 1903. Il dépose la pierre angulaire de la Roosevelt Arch à l'entrée nord du parc.
En 1915, un millier d'automobiles ont accès au parc, ce qui provoque des problèmes de circulation avec le transport à cheval, qui est par la suite interdit. Entre 1933 et 1941, le Civilian Conservation Corps construit les centres d'information touristique, les terrains de camping et la plupart des routes actuelles. Pendant la Seconde Guerre mondiale, le nombre d'employés et de visiteurs diminue, entraînant l'abandon de plusieurs infrastructures.

### Le parc après 1945
Dans les années 1950, la fréquentation touristique du Yellowstone, comme celle des autres parcs nationaux aux États-Unis, augmenta fortement. Pour répondre à cette demande, les autorités du parc décidèrent de mettre en place un programme de modernisation et d'extension des équipements, appelé « Mission 66 », parce qu'il devait être achevé en 1966, date anniversaire de la fondation du National Park Service. Les nouveaux bâtiments furent conçus dans un style moderne. C'est à la fin des années 1980 que ce style fut abandonné au profit d'un style plus traditionnel, notamment pour la reconstruction du Grant Village, après les incendies de 1988. Le centre d'information touristique du Canyon Village, qui ouvrit en 2006, suit également une architecture traditionnelle.

En 1959, un puissant séisme affecta l'ouest du Yellowstone à Hebgen Lake et endommagea les routes et les installations du parc national.
Le parc de Yellowstone fut déclaré réserve internationale de la biosphère le 26 octobre 1976 et intégré au patrimoine mondial de l'UNESCO le 8 septembre 1978. Mais en 1995, le Comité décida de placer le parc sur la liste du patrimoine mondial en péril. La région était alors menacée par les activités minières. La mauvaise qualité de l'eau, l'affluence touristique et l'usage des motoneiges constituaient d'autres motifs d'inquiétude. À la suite des efforts menés par le gouvernement américain, la situation s'améliorant, le parc a été retiré de la liste de patrimoine en danger en juillet 2003.
Durant l'été particulièrement sec de 1988, des incendies causés par la foudre ravagèrent 36 % de la superficie du parc (793 880 acres soit environ 3 210 km2 partirent en fumée). La partie la plus touchée fut celle de North Fork. Des milliers de pompiers essayèrent de contenir le feu pour protéger les habitations. Mais on accusa les pouvoirs publics de ne pas avoir eu la volonté d'éteindre complètement les foyers, qui restèrent en activité jusqu'aux pluies automnales. Certains écologistes affirment en revanche que les incendies sont un phénomène naturel qu'il ne convient pas d'entraver. De fait, peu d'animaux de grande taille furent victimes des incendies. Les arbrisseaux repoussèrent spontanément, on redécouvrit quelques panoramas intéressants et de nouvelles découvertes géologiques et archéologiques furent mises au jour. Mais il faudra des dizaines d'années avant que le Yellowstone retrouve son aspect initial. De nos jours, le National Park Service allume volontairement quelques incendies circonscrits, afin de prévenir une catastrophe de l'ampleur de celle de 1988.

## Biologie et écologie

### Écosystème

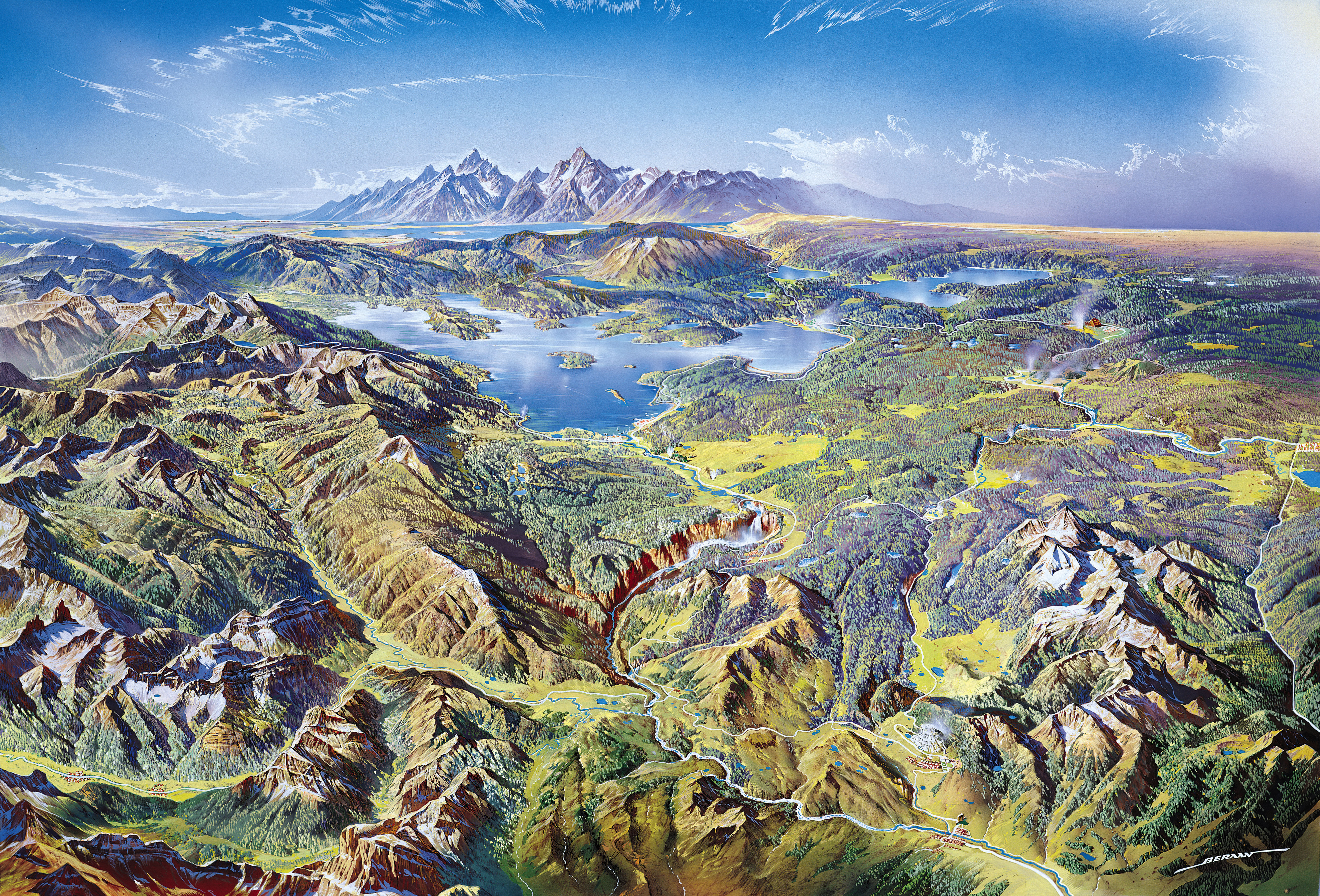
Peinture représentant le Yellowstone, Heinrich C. Berann (NPS).

Le parc national de Yellowstone fait partie d’un écosystème étendu sur près de 80 937 km2 qui comprend également d’autres réserves naturelles telles que le Parc national de Grand Teton et des forêts nationales. Cet écosystème constitue la plus grande étendue vierge d’un seul tenant aux États-Unis, en dehors de l’Alaska. Il est généralement considéré comme le plus vaste milieu encore intact de la zone tempérée nord. Grâce au programme de réintroduction du loup mis en place dans les années 1990, toutes les espèces qui vivaient dans la région avant l’arrivée des Européens en Amérique sont encore présentes.
80 % de la superficie du Yellowstone est recouverte par la forêt. Le reste du parc est constitué de zones humides (5 % de lacs, étangs et cours d'eau) ou tapissé de prairies (15 %). Les milieux naturels sont différents d'un secteur à l'autre et dépendent de plusieurs facteurs : altitude, exposition des versants, etc.
Le Yellowstone comporte plusieurs centaines d'espèces de plantes et 186 espèces de lichens. Le parc abrite plusieurs espèces menacées (pygargue à tête blanche, grizzli, lynx, grue américaine). La faune est riche de sept espèces d'ongulés, deux espèces d'ours et environ 50 autres espèces de mammifères. 311 espèces d'oiseaux, 18 espèces de poissons, six de reptiles, quatre d'amphibiens ont été recensées dans le parc.

### Flore

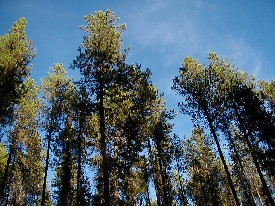
Pins tordus.

Le parc compte environ 1 700 espèces natives d’arbres, de plantes et de lichens, auxquelles il faut ajouter 170 espèces introduites. On peut trouver huit espèces différentes de conifères dont le pin tordu (Pinus contorta) qui est le plus répandu. Les autres conifères, tels que le sapin de Douglas ou le pin à écorce blanche sont dispersés dans plusieurs secteurs du Yellowstone. 7 % des pins à écorce blanche (Pinus albicaulis) sont actuellement affectés par un champignon, le Cronartium ribicola. Les feuillus les plus fréquents sont le peuplier et le saule. Les forêts de trembles ont considérablement reculé depuis le début du XXe siècle ; cependant, d’après une étude de l'université d'État de l'Oregon, la réintroduction du loup a limité la population de wapitis et arrêté du même coup le déclin du peuplier faux-tremble (Populus tremuloides). En effet, les wapitis se nourrissent des jeunes pousses de peuplier tremble et empêchent leur croissance. Les forêts de peupliers et de saules regagnent du terrain. Le retour des arbres le long des cours d'eau pourrait diminuer l'érosion qui affecte leurs rives.
Il existe par ailleurs des dizaines d’espèces de plantes à fleur, dont la plupart éclosent entre mai et septembre. La Yellowstone Sand Verbena, une variété d'abronia, est une plante à fleur très rare (environ 8 000 specimens) qui pousse dans le sable des rives du Lac Yellowstone.
Des plantes invasives menacent les espèces autochtones en consommant les ressources nutritives. On les trouve surtout dans les secteurs les plus fréquentés par les touristes. Les responsables du parc consacrent beaucoup de temps et d’énergie à les arracher et à les éliminer.

### Faune
Yellowstone est largement considéré comme le plus bel habitat faunique de la mégafaune des 48 États contigus des États-Unis. Le parc Yellowstone abrite une soixantaine d’espèces de mammifères. Yellowstone se distingue par son complexe prédateur-proie de grands mammifères, dont huit espèces d’ongulés : mouflons d’Amérique, bisons, wapitis, élans, chèvres des montagnes Rocheuses, cerf mulet, pronghorn et cerfs de Virginie et sept grands prédateurs : ours noirs, lynx du Canada (espèce menacée), coyotes, grizzlis, pumas, carcajous et loups gris (espèce en danger et réintroduite).

#### Réintroduction du loup

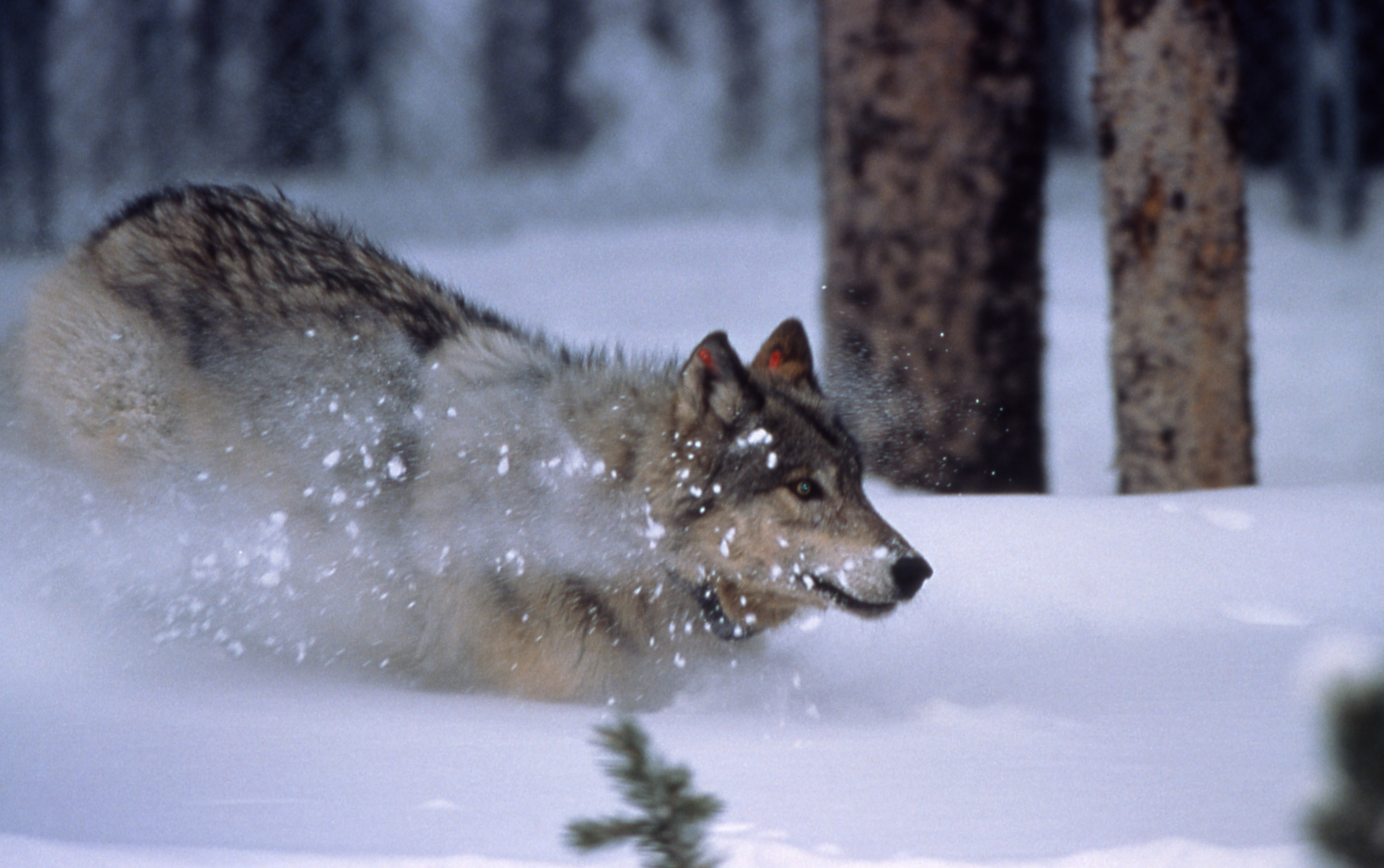
Un loup dans le parc de Yellowstone.

À la suite d'une loi votée en 1994, une trentaine de loups capturés au Canada ont été réintroduits dans le parc, après avoir été chassés et disparus de la région dans les années 1930.
Au début du XXe siècle, le coyote était devenu l’un des principaux prédateurs. Mais celui-ci ne peut tuer les plus gros herbivores comme les wapitis qui ont commencé à prospérer, menaçant l’équilibre de l’écosystème. À partir de 1914, le Congrès américain octroya des fonds pour éliminer les animaux nuisibles à l’agriculture et l’élevage, tels que les loups et les chiens de prairie. Vers 1926, 136 loups avaient été tués et l’espèce avait déjà disparu du Yellowstone. Le Service des Parcs Nationaux arrêta la chasse au loup en 1935 et le vote de l’Endangered Species Act de 1973 permit d’en faire une espèce protégée.
En 1995, des loups de la Vallée du Mackenzie (Canis lupus occidentalis) au Canada ont été relâchés dans le Yellowstone sur une décision controversée de l’U.S. Fish and Wildlife Service. Une action en justice a forcé le Wildlife Service à remettre temporairement les loups sur la liste des espèces menacées. Depuis la réintroduction des loups, la tendance s'est inversée : en 2001, ils étaient environ 130. Une étude de 2005 comptait 13 bandes de loups soit 118 individus dans le parc, 326 dans toute la région. Ces chiffres, inférieurs à 2004, peuvent s’expliquer par la migration des loups vers d’autres régions. Presque tous les individus actuels descendent des 66 loups réintroduits en 1995-1996. En 2015, on comptait 95 loups répartis dans 11 meutes dans le parc.
L'introduction du loup explique en partie la diminution de moitié de la population de wapitis entre 1995 et 2005, partiellement compensée par une augmentation de celle d'élans. Cela permet en outre d'éviter le surpâturage.
Mais les loups sont désormais craints par les éleveurs de bétail, qui redoutent de les voir proliférer et s'attaquer à des animaux domestiques : entre 1995 et 2001, les loups ont tué 12 vaches et 50 moutons dans la région ; les propriétaires de ranchs sont indemnisés, bien qu'il leur soit souvent difficile de prouver qu'il s'agisse de loups plutôt que de coyotes ou de chiens sauvages. La réintroduction fut considérée comme une réussite si bien que l’U.S. Fish and Wildlife Service enleva le loup de la liste des espèces menacées, ce qui autorise les fermiers à abattre les loups qui s'attaquent aux troupeaux. Mais, sous la pression des organisations écologistes, le loup gris est de nouveau une espèce protégée depuis le 14 octobre 2008 dans trois États du nord des Montagnes Rocheuses (Montana, Wyoming et Idaho). Fin 2008, les États du nord des Montagnes Rocheuses abritaient plus de 1 645 loups répartis en 217 meutes.

#### Bisons

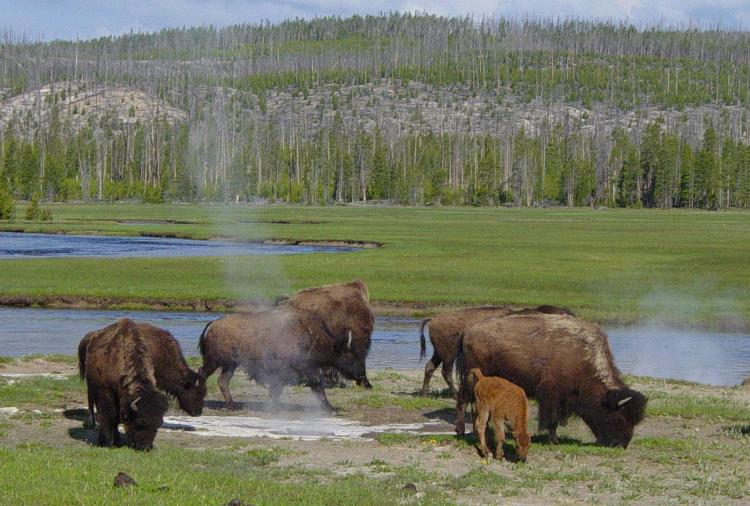
Bisons pâturant près d'une source chaude.

Le Yellowstone est un sanctuaire pour les bisons, présents depuis la Préhistoire et récemment sauvés de l'extinction. En 1902, on comptait moins de 50 bisons dans le Yellowstone ; ils étaient 3 000 en 1998, ils sont aujourd'hui environ 4 000 dans ce parc, ce qui en fait le plus grand troupeau public de bisons aux États-Unis,. Chaque année, environ 90 de ces grands mammifères meurent percutés par des véhicules automobiles.
Les éleveurs et les propriétaires de ranch de la région redoutent une contamination de leurs troupeaux de bovins par les bisons. La moitié environ des bisons du Yellowstone ont été exposés à la brucellose, une bactérie originaire d’Europe et qui provoque des fausses couches parmi le bétail. Cependant, la maladie cause peu de problème parmi les bisons du Yellowstone et aucun cas de transmission du bison au bœuf n’a été constaté jusqu’à présent. Les services sanitaires (Animal and Plant Health Inspection Service ou APHIS) ont établi que le bison était susceptible d’être à l’origine de l’infection dans le Wyoming et le Dakota, de même que le wapiti serait porteur de la maladie et pourrait la transmettre aux chevaux et au cheptel.
Afin de prévenir tout déclin des troupeaux, les employés forcent les bisons qui s’aventurent en dehors à retourner à l’intérieur du parc. Pendant l’hiver 1996-1997, 1 079 bisons qui étaient sortis du parc ont dû être abattus pour satisfaire les éleveurs. Les protecteurs des animaux considèrent cette pratique comme cruelle et répètent que le risque de contamination du bétail demeure faible. Ils rappellent également que les terrains de pâture des bisons dans la région se sont réduits au profit de l’élevage. L’APHIS fait valoir que la brucellose peut être éradiquée parmi les animaux du Yellowstone grâce à la vaccination. Cependant, cette méthode se révélant a priori non viable, les responsables du parc projettent de mettre la harde en quarantaine courant de l'année 2016. En 2015, le parc du Yellowstone a prévu d'abattre 1000 bisons afin de réduire le flux migratoire. Durant l'hiver 2023, près de 1 200 bisons sont abattus sur un troupeau de 6 000 individus. Le gouverneur du Montana, le républicain Greg Gianforte, chasseur passionné, menace de poursuivre en justice le parc de Yellowstone pour qu'il réduise son troupeau à 3 000, jugeant « absurde » la croissance du nombre de bisons.

#### Autres mammifères

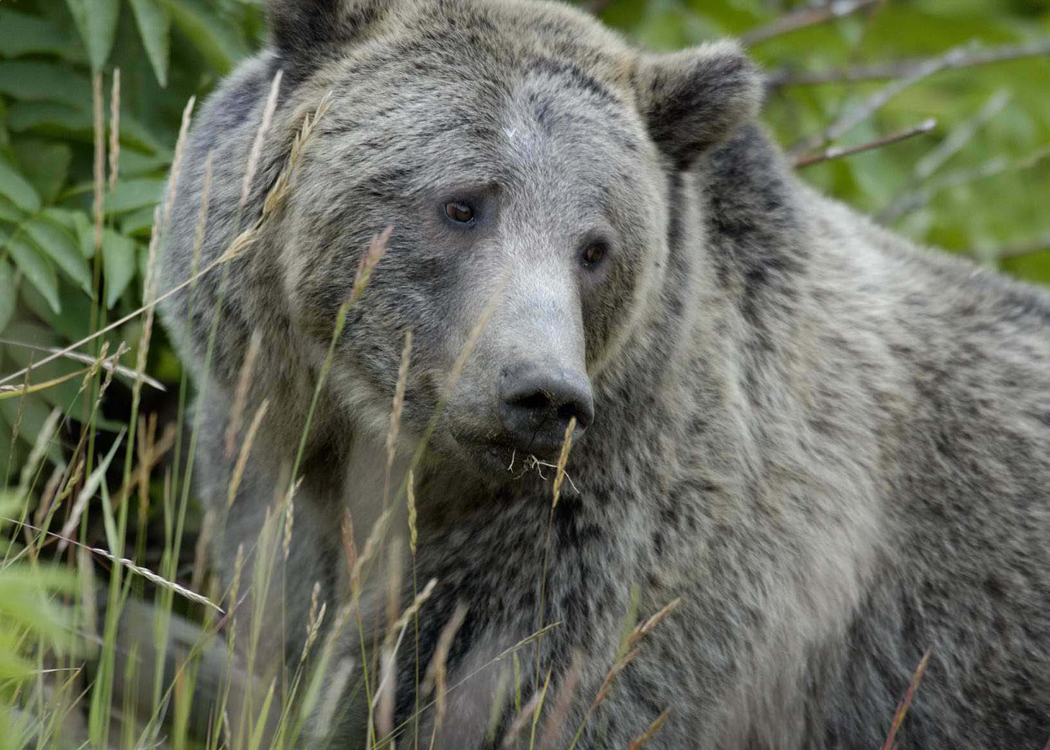
Les grizzlys du parc de Yellowstone sont l'une des 6 populations relictuelles de l'espèce aux États-Unis. Ils présentent des plombémies supérieures à ce qui est considéré comme sûr chez l'humain. Ce saturnisme animal était encore inexpliqué en 2012.

Le parc abrite plusieurs autres espèces animales représentant très bien la faune du continent nord-américain. Le visiteur pourra ainsi apercevoir le cerf de Virginie, le mouflon canadien, le coyote, la marmotte. Les castors, pratiquement disparus dans les années 1950 en raison du surpâturage provoqué par les wapitis - notamment des saules et des trembles, sont ré-apparus grâce à la ré-introduction des grands prédateurs, ils seraient environ 500.
En 2007, le grizzli (Ursus arctos horribilis) a été retiré de la liste des espèces menacées du Parc de Yellowstone parce que sa population, estimée entre 136 et 312 individus en 1975, dépassait alors les 500 individus dans le Greater Yellowstone Ecosystem, bien que limitée à 150 individus dans le parc stricto sensu,. Certains craignaient que ce déclassement entraîne des autorisations de chasse au grizzli qui menaceraient à nouveau l'animal. Des groupes environnementalistes et des tribus amérindiennes ont poursuivi l’État en justice pour bloquer cette action, obtenant gain de cause après un peu plus d'une décennie : mi-2019, le United States Fish and Wildlife Service (FWS) a du réintégrer le grizzli dans la liste des espèces menacées dans et autour du parc, à la suite d'une décision judiciaire de septembre 2018 précisant comment compter avec précision et restaurer sa population et considérant le retrait des grizzlis de la liste des espèces protégées comme une violation de la loi sur les espèces en voie de disparition. Deux sénateurs républicains du Wyoming, Mike Enzi et Liz Cheney, ont néanmoins présenté début 2019 un projet de loi visant à autoriser de nouveau la chasse au grizzly, estimant que la population d'ours de Yellowstone s'est rétablie à un niveau satisfaisant.
On compte par ailleurs plus de 600 ours noirs dans le parc. Yellowstone est l’un des rares endroits aux États-Unis où l’on peut voir des ours noirs coexister avec des grizzlis.
Aucun lynx n’a été directement observé dans le Yellowstone depuis 1998, même si les analyses de l'ADN de poils en 2001 ont confirmé que le félin traverse le parc. En 2003, des traces d’une femelle et de son petit ainsi que des déjections ont été identifiées.
Vers 2005, il y avait environ 25 pumas dans le parc (les premiers aperçus, depuis leur disparition à la fin du XIXe siècle, l'ont été en 1972). Le carcajou est également très rare et on ignore son effectif.
La population de wapitis est estimée à 30 000 dans le Yellowstone. Les troupeaux du nord ont considérablement diminué depuis la réintroduction du loup en 1995. Les troupeaux du sud passent l’hiver dans le National Elk Refuge qui se trouve juste au sud du Parc national de Grand Teton. Cette migration de mammifères est la plus importante des États-Unis, en dehors de l’Alaska.
Des relevés effectués à la fin des années 1980 ont révélé une population totale du parc d'environ 1000 élans.
Les activités économiques et les installations humaines perturbent la migration des pronghorns (Antilocapra americana) dans la région du Yellowstone. Leur population estimée est comprise entre 200 et 300 individus.

#### Oiseaux
311 espèces d’oiseaux sont présentes au Yellowstone et la moitié y niche. Le parc abrite 19 espèces de rapaces reproductrices, avec des espèces supplémentaires pendant les migrations saisonnières. Le parc surveille les pygargues à tête blanche, les aigles royaux, les balbuzards pêcheurs et les faucons pèlerins. Les pygargues à tête blanche et les faucons pèlerins figuraient auparavant sur la liste des espèces en voie de disparition et menacées, et le parc a continué à surveiller depuis leur radiation. En 1999, 26 couples de pygargues à tête blanche ont été recensés. Le balbuzard pêcheur est surveillé en raison du déclin de l’une de ses principales sources de nourriture, la truite fardée de Yellowstone. Le parc surveille les aigles royaux parce qu’ils sont affectés par l’expansion du développement énergétique et l’augmentation de l’activité humaine aux États-Unis. D’autres espèces présentes dans le parc, comme les crécerelles d’Amérique et les buses de Swainson, sont de plus en plus préoccupantes pour la conservation dans l’ensemble de leur aire de répartition aux États-Unis. Les grues blanches restent extrêmement rares et demeurent une espèce menacée. D’autres oiseaux sont assez rares et surveillés comme le plongeon huard, l’arlequin plongeur, le cygne trompette, ou le pélican blanc d’Amérique.

#### Poissons, reptiles et amphibiens
18 espèces différentes de poissons vivent dans le Yellowstone,. La truite fardée de Yellowstone est le poisson indigène le plus répandu. Au moment de la création du parc en 1872, environ 40 % de ses eaux étaient dépourvues de poissons. Les eaux du parc étaient remplies de poissons indigènes et non indigènes jusqu’au milieu des années 1950. L’ensemencement a modifié l’écologie de nombreuses eaux de Yellowstone, car les poissons non indigènes ont été déplacés ou se sont croisés avec des espèces indigènes. Depuis 2001, les pratiquants de la pêche sportive doivent relâcher les prises de poissons indigènes dans les cours d’eau ou les lacs.
Parmi les six espèces de reptiles vivant dans le parc peuvent être cités le crotale des prairies, le boa caoutchouc, le serpent-taureau et la tortue peinte. Quatre espèces d’amphibiens sont également recensées, dont la rainette faux-grillon boréale (Pseudacris maculata) et la salamandre tigrée.

#### Algues et bactéries

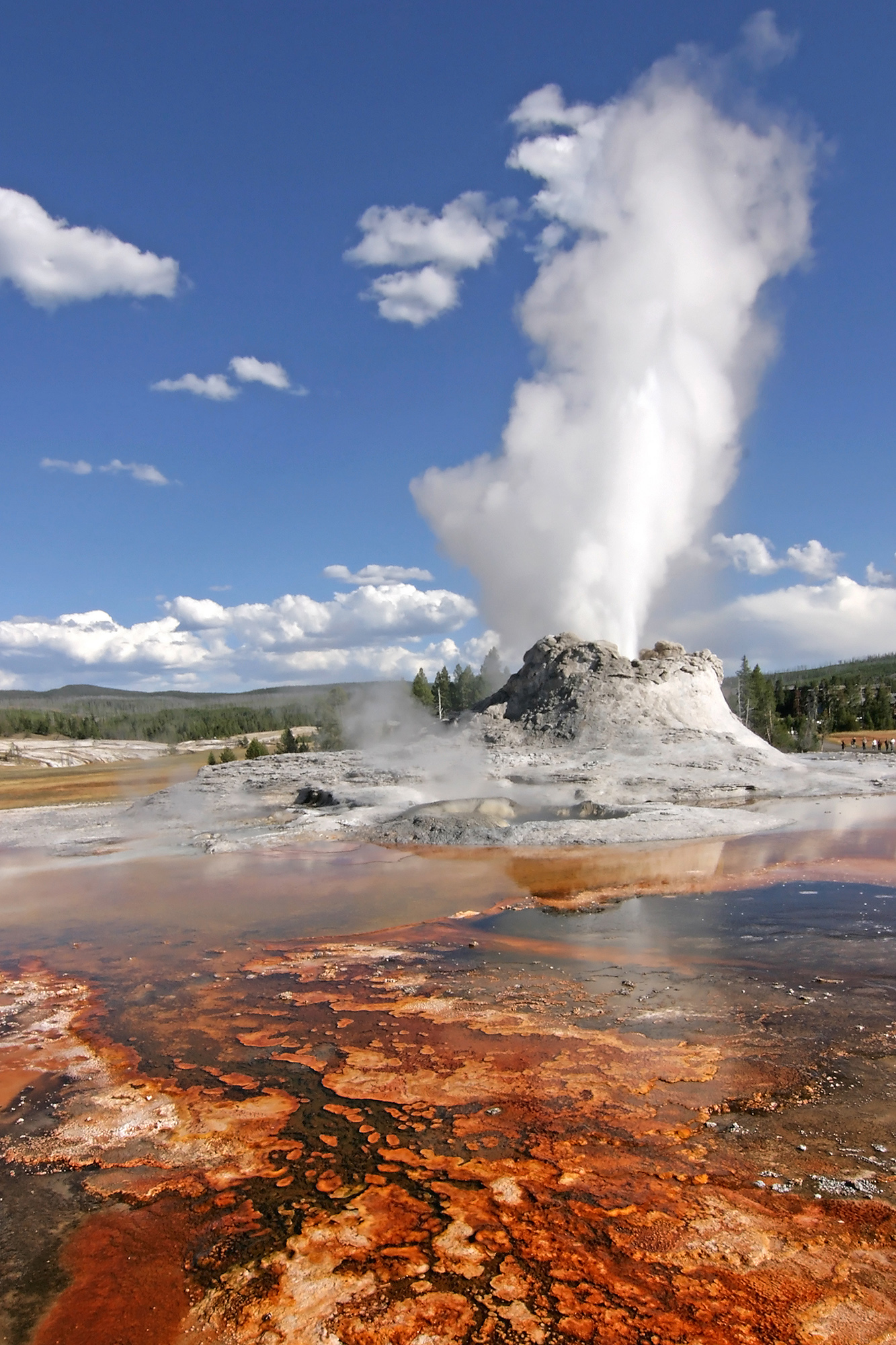
Castle Geyser, Yellowstone.

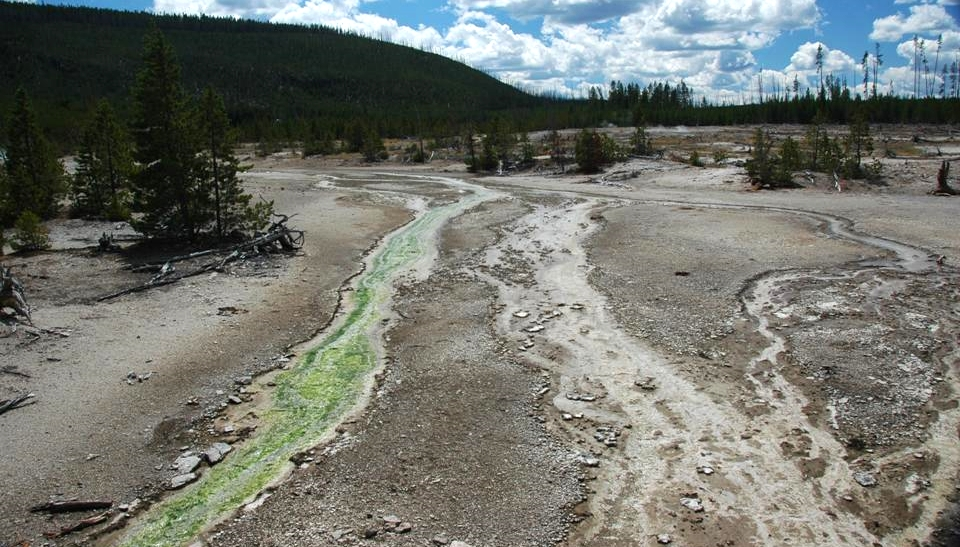
L'algue rouge Cyanidium caldarium colorant l'eau acide de la rivière Tantalus Creek, dans le parc national de Yellowstone.

Des bactéries thermophiles et des cyanobactéries vivent autour des geysers et des sources d'eau chaude du parc et leur donnent des couleurs variant du bleu au jaune en passant par le rouge. Moins d’un pour cent des micro-organismes du parc ont à ce jour[Quand ?] été identifiés. Certains de ces micro-organismes vivent dans des conditions extrêmes. On en a par exemple retrouvé dans l’environnement acide et chaud (70 °C) du Norris Geyser Basin.
Les bactéries qui tapissent les sources chaudes forment des amas de plusieurs milliards d’individus. Ces bactéries constituent les formes de vie les plus primitives de la planète. Des mouches et d’autres arthropodes sont présents dans ce milieu y compris pendant l’hiver. Pendant longtemps, les chercheurs pensaient que ces bactéries vivaient grâce au soufre ; mais en 2005, des scientifiques de l’Université du Colorado à Boulder ont mis en évidence le rôle de l’hydrogène dans le développement de ces bactéries.
Thermus aquaticus est une bactérie thermophile qui a été décrite par Thomas D. Brock en 1969. Il s’agit d’une bactérie Gram négative, aérobie et hétérotrophe qui produit une enzyme utilisée en laboratoire pour diagnostiquer des maladies génétiques et infectieuses, ainsi que pour déterminer une empreinte génétique. Les scientifiques étudient d’autres bactéries présentes dans le Yellowstone dans l’espoir de trouver de nouveaux remèdes et traitements médicamenteux.

## Tourisme

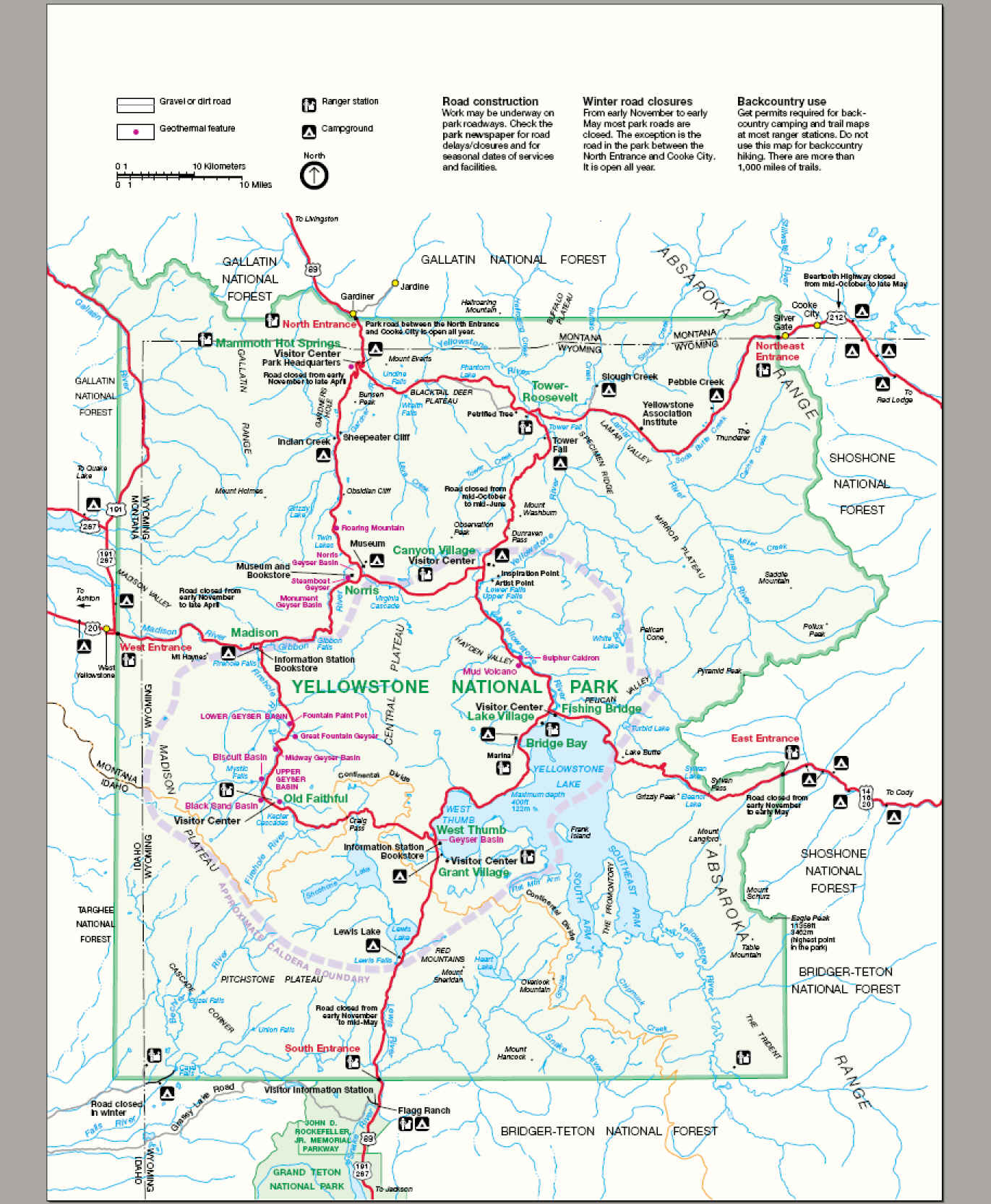
Carte touristique du Yellowstone.

Le Yellowstone est l'un des parcs nationaux les plus célèbres aux États-Unis. Depuis le milieu des années 1960, le parc national de Yellowstone reçoit chaque année plus de deux millions de visiteurs, dont 160 000 en hiver (chiffre 2001). En 2011, 3 394 326 touristes visitent le parc, ce qui le place en quatrième position des parcs nationaux américains les plus visités. Ces touristes, à 20 % Européens, y dépensent chaque année 80 millions de dollars (2001). En période estivale, 3 700 personnes travaillent dans le parc pour accueillir la clientèle. Des concessionnaires gèrent neuf hôtels pour un total de 2 238 chambres. Ils gèrent également des stations services, des magasins et des campings. 800 employés de plus travaillent de façon saisonnière ou permanente pour le National Park Service.
Les touristes viennent admirer les geysers, les fumerolles, les sources d'eau chaude, le grand canyon, les forêts et les espaces sauvages, ainsi qu'un grand lac. Ils pratiquent le kayak, la randonnée, la pêche. Ils peuvent également observer les grands mammifères comme les bisons (surtout en hiver et au printemps), les élans, les wapitis et les mouflons. Il y a également des pumas, des loups et des coyotes, mais leur observation est plus rare. Les autorités du parc imposent par ailleurs des distances de sécurité à respecter pour l'observation de la faune du parc, et ce afin de diminuer le risque d'accident à la fois pour les visiteurs et pour les animaux : 91 mètres pour les loups et les ours, 23 mètres pour tous les autres animaux.
Les amoureux des sports d'hiver peuvent y pratiquer le ski de fond.
Le parc de Yellowstone dispose en outre d'un important patrimoine historique : plus de mille sites, six National Historic Landmarks, des collections totalisant 200 000 objets sont visibles dans le parc. Le National Park Service gère neuf musées et centres pour visiteurs tout en étant responsable de 2 000 bâtiments historiques ou autres. Un de ces hôtels nommé Old Faithful Inn est un National Historic Landmark depuis 1987. L’hôtel fut construit entre 1903 et 1904. Un circuit historique au départ de Fort Yellowstone décrit l'histoire du parc et du service national des parcs. Des feux de camp, des randonnées guidées et des visites d'interprétation sont présentes en de nombreux endroits surtout en été. Les directives, appliquées par les rangers, sont très contraignantes (obturer les poubelles pour qu'elles n'attirent pas les ours, cacher les enseignes publicitaires pour ne pas dénaturer le paysage, etc.). Le prix des chambres est contrôlé pour permettre au plus grand nombre de pouvoir accéder au parc.
Les lieux les plus intéressants et les plus fréquentés sont reliés par la Grand Loop Road, route parcourant tout le parc. Les routes sont restaurées pendant les périodes climatiques les plus favorables, c'est-à-dire au printemps et en été. Les routes du parc sont accessibles aux véhicules équipés pour la neige entre mi-décembre et début mars. Il existe environ 500 km de routes asphaltées et cinq entrées pour accéder au parc. Le tarif, valable pour une durée de sept jours, varie en fonction du véhicule : 35 $ pour une voiture personnelle non commerciale, 20 $ pour un randonneur ou un cycliste et 30 $ pour une moto ou une motoneige. Ces frais d'entrée permettent de visiter aussi le parc national de Grand Teton situé juste à la sortie sud du Yellowstone. Il n'existe en revanche pas de transports publics mais quelques compagnies réalisent des visites guidées motorisées. En hiver, les concessionnaires organisent des excursions en motoneiges et en autoneiges. Les infrastructures du Old Faithful, du Canyon et de Mammoth Hot Springs sont très fréquentées en été. Des embouteillages causés par les travaux routiers ou par la présence d'animaux sauvages le long des routes peuvent provoquer de longues périodes d'attente sur les routes.

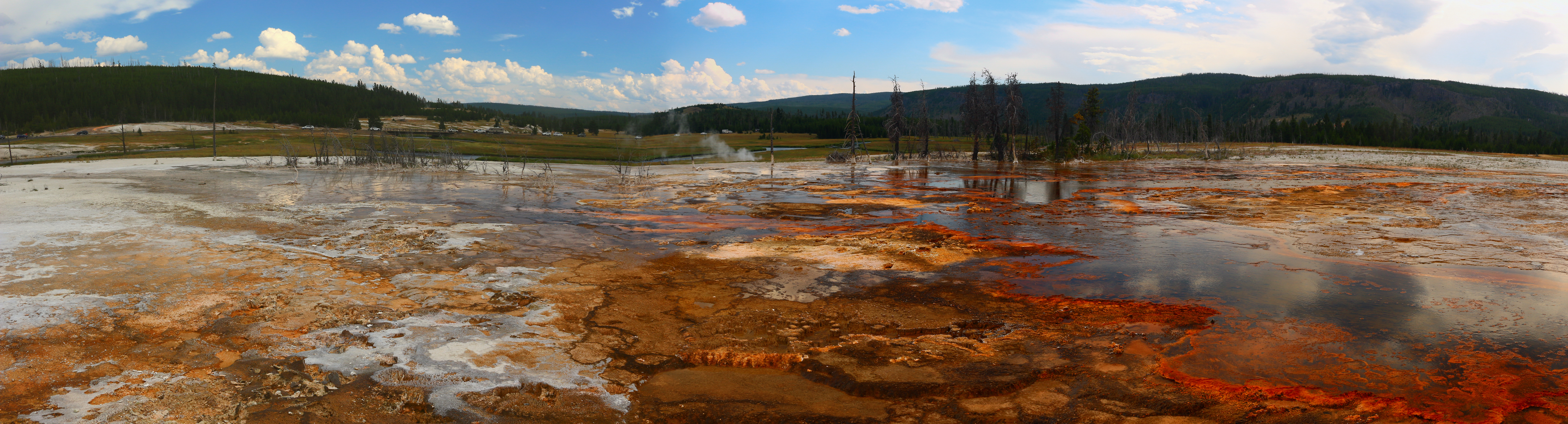
Paysage du parc.

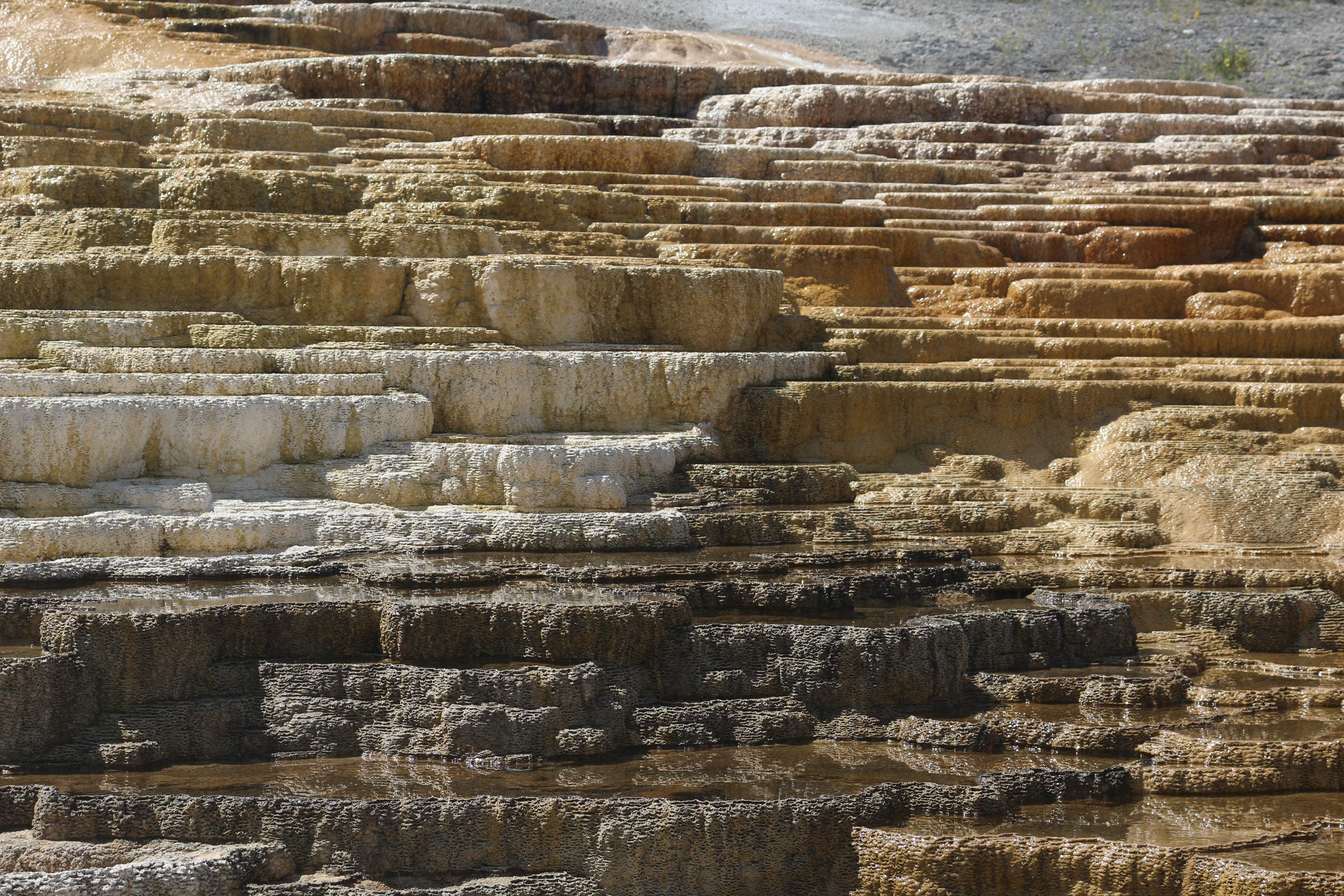
Mammoth Hot Springs.

Plus de 2 000 emplacements existent pour camper. Le camping est également possible dans les forêts entourant le parc tout comme dans le parc national de Grand Teton situé un peu plus au sud. Des campings isolés sont également accessibles à la marche ou à cheval mais nécessitent de disposer d'un permis. Il existe près de 1 770 km de circuits de randonnées. Le parc n'est pas considéré comme une destination pour faire de l'alpinisme à cause de l'instabilité des roches volcaniques qui représentent par conséquent un danger. Les animaux domestiques doivent être tenus en laisse et leur présence n'est acceptée que dans des zones bien définies et proches des routes. Autour des geysers, des pontons en bois ont été aménagés pour sécuriser l'accès des visiteurs et pour faciliter l'accès des personnes handicapées. Une clinique tenue par le National Park Service permet de donner les premiers soins toute l'année.
La chasse est interdite dans le parc alors qu'elle est autorisée dans les forêts environnantes en période de chasse. La pêche est possible à condition de posséder un permis délivré par le personnel du parc. Il est interdit de naviguer sur les rivières sauf pour les engins non motorisés sur une portion de 8 km de la rivière Lewis. Le lac Yellowstone dispose d'un port de plaisance ce qui en fait une destination populaire pour s'adonner aux plaisirs nautiques.
Les autres zones protégées de la région sont les forêts nationales de Caribou-Targhee, Gallatin, Custer, Shoshone. Au nord-est du parc, il est possible de rejoindre par route les monts Beartooth. La ville de Salt Lake City se situe à environ 500 km au sud du parc et constitue la zone urbaine importante la plus proche du parc.

## Menaces
Le parc est considéré comme bien géré grâce à la présence de nombreux plans et partenariats permettant de faire face à la plupart des menaces mettant en péril sa richesse géologique, hydrologique et écologique. Néanmoins, certaines menaces externes restent préoccupantes et ont des impacts significatifs sur le parc.

### Réchauffement climatique
L'impact du réchauffement climatique sur le parc s'observe déjà : changement de la structure et de la composition des écosystèmes, développement des espèces envahissantes, conditions plus arides, augmentation de l'intensité et de la fréquence des feux de forêt, augmentation de la température de l'eau et de l'air, accélération de la fonte des glaciers, réduction de la disponibilité de la nourriture et de l'eau,,, etc.

### Espèces non indigènes et envahissantes
À la fin des années 1880, des espèces non indigènes sont introduites dans les écosystèmes du parc. Leur introduction et leur développement entraînent la perte d'habitats et de populations indigènes,.

#### Espèces aquatiques

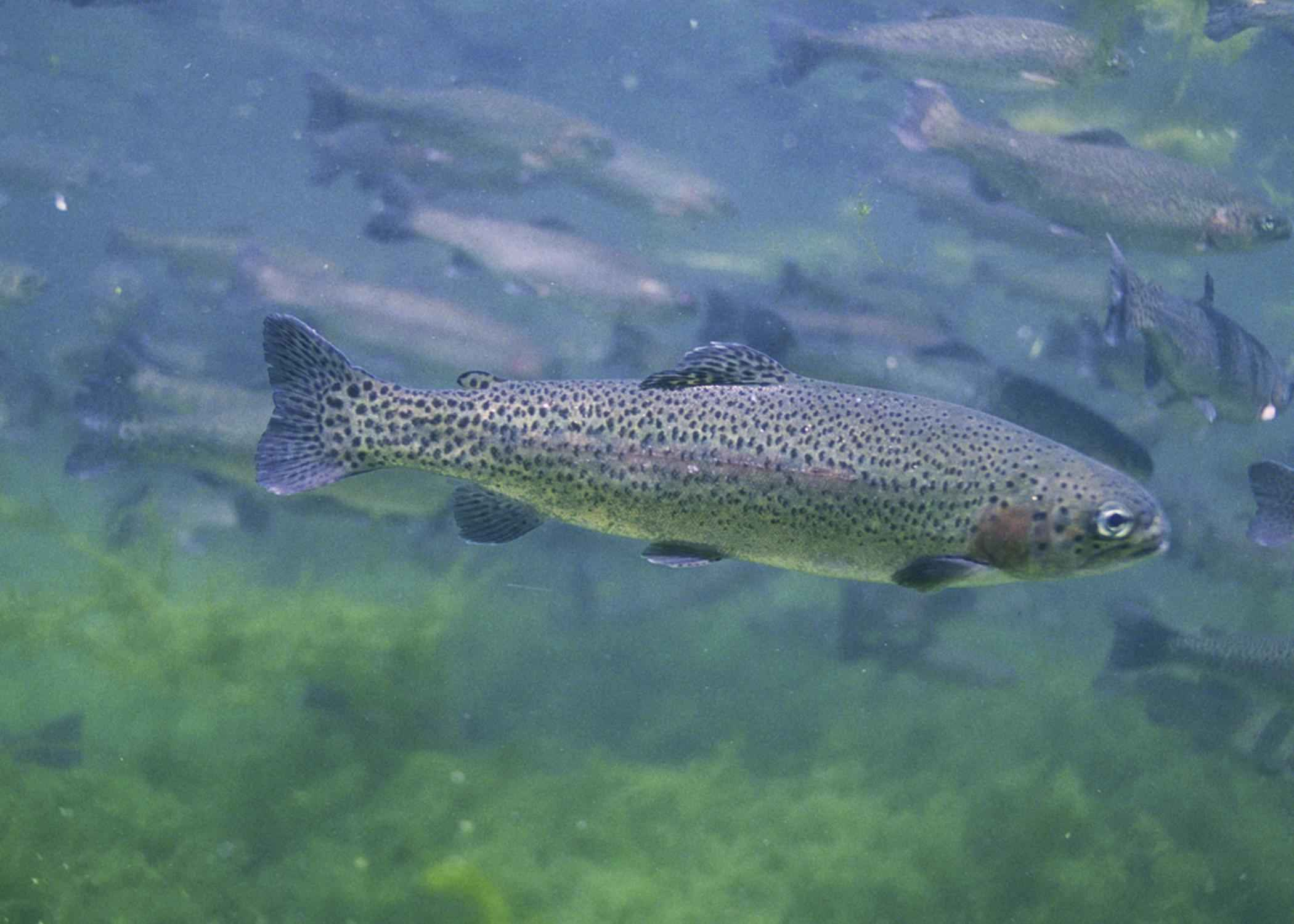
La truite arc-en-ciel, l'une des espèces introduites dans les années 1880 dans les eaux du parc.

Parmi les 8 espèces aquatiques non indigènes recensées dans le parc, se trouvent le mulet de lac, Salmo trutta, la truite arc-en-ciel, l'hydrobie des antipodes, l'achigan à petite bouche, et le touladi. Ce dernier est découvert dans le lac Yellowstone en 1994. Depuis, sa population augmente, au détriment de celle de la truite fardée. Des opérations d'éradication mises en place dès 1995 ont permis la diminution de la population de touladi, sans toutefois avoir atteint son éradication totale.
De plus, l'augmentation de la température de l'eau due au réchauffement climatique fournit des conditions optimales au développement de parasites, comme le parasite aquatique Myxobolus cerebralis qui provoque une maladie chez les saumons et truites.
En réponse, le Greater Yellowstone Coordinating Committee met en place en 2016 un plan stratégique de coopération sur les espèces aquatiques envahissantes afin de limiter de nouvelles introductions et le développement des espèces non indigènes, ainsi que de réduire leurs impacts sur l'environnement et la santé. Le parc mène une campagne de communication et de prévention, notamment à destination des pêcheurs et canotiers. Malgré cela, des biologistes pensent que plusieurs autres espèces envahissantes arriveront dans le parc, comme la moule zébrée, la moule quagga, la corbicule asiatique, la carpe asiatique, la myriophylle en épi et les Hydrilla.

#### Espèces végétales

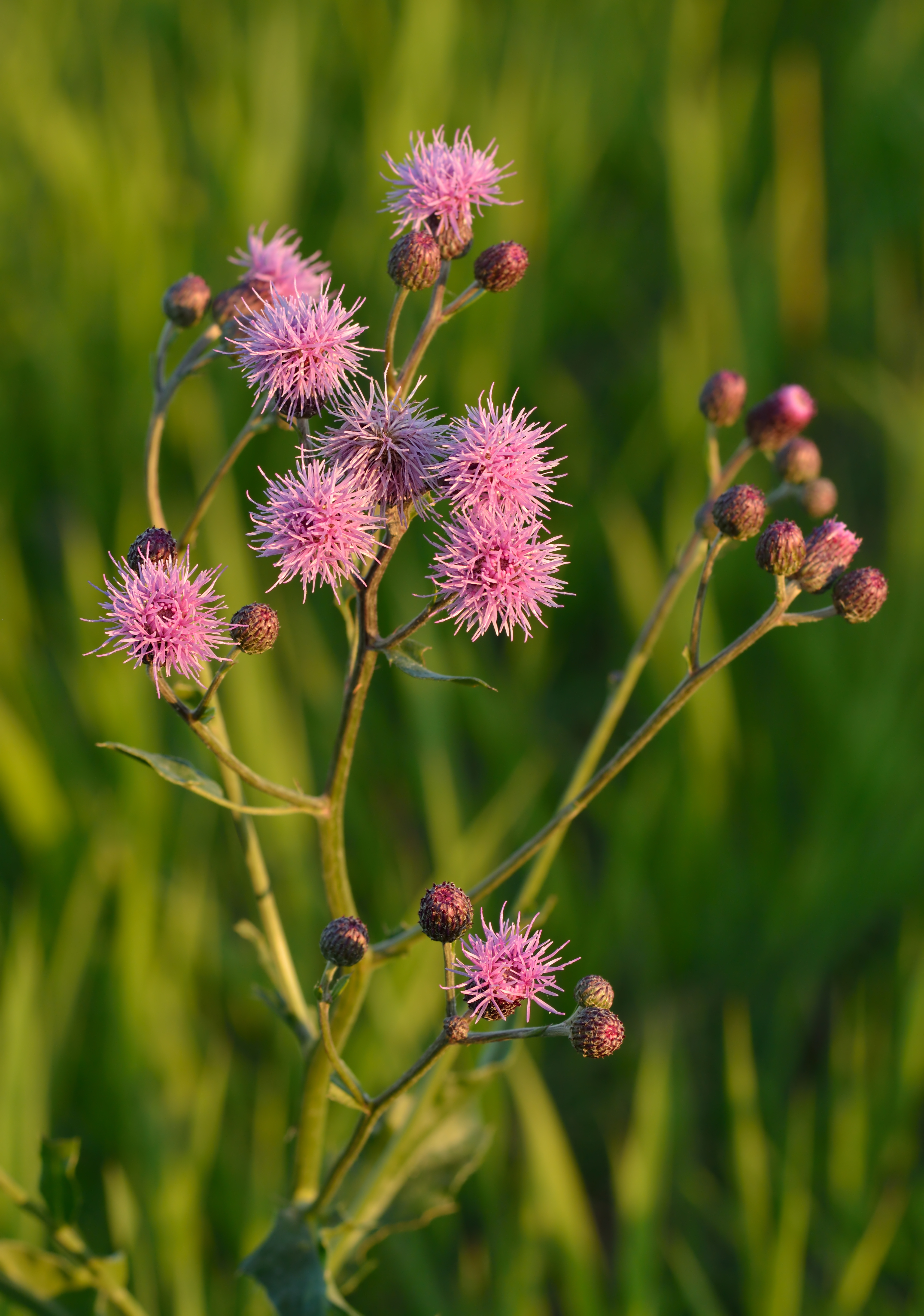
Le chardon des champs, dont les graines peuvent facilement se disperser dans le parc grâce au vent et qui colonise les zones humides.

On estime à 225 le nombre d'espèces végétales non indigènes au sein du parc — contre 1 386 espèces indigènes —, notamment le chardon des champs, la Linaria dalmatica, la cynoglosse officinale, l'euphorbe âcre, la marguerite commune et la Centaurea maculosa. Le personnel du parc mène une politique de prévention (communication, contrôle du matériel entrant dans le parc, restrictions, etc.) et procède à l'arrachage, au coupage et à l'application d'herbicides (lorsque nécessaire) pour lutter contre les plantes envahissantes.

#### Insectes
Le réchauffement climatique favorise la reproduction et donc les infestations du dendroctone du pin ponderosa, qui entraîne une mortalité de 79 % du pin à écorce blanche — contre 46 % en 2013 —, une espèce-clé de la région du Grand Yellowstone mais qui est également menacée par Cronartium ribicola.

#### Oiseaux
Des espèces d'oiseaux non indigènes sont présentes dans l'enceinte du parc, notamment le pigeon biset, la tourterelle turque, l'étourneau sansonnet et le moineau domestique.

#### Mammifères

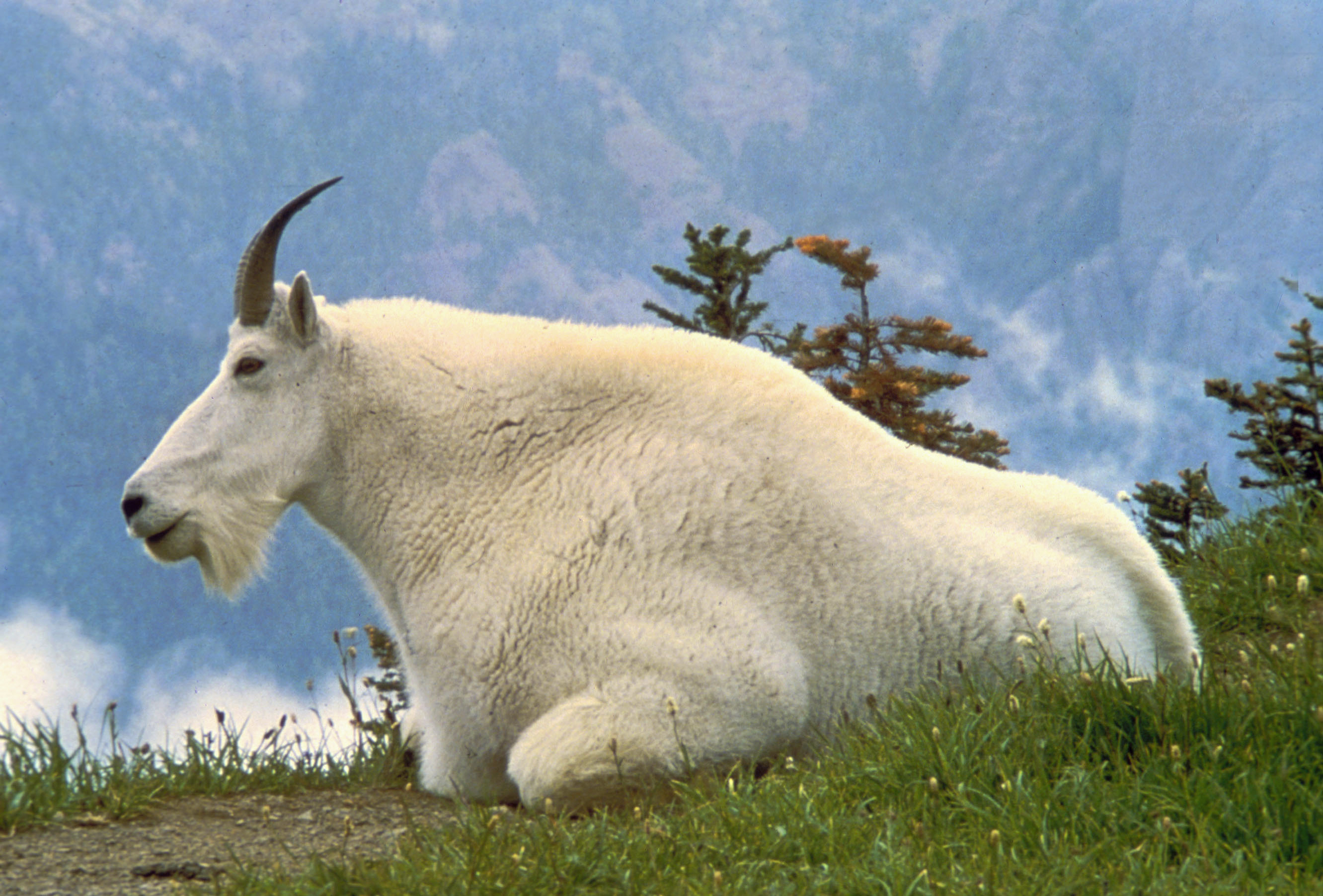
Chèvre des montagnes Rocheuses.

Peu de mammifères non indigènes sont recensés dans le parc. Parmi eux, la chèvre des montagnes Rocheuses a colonisé le nord du parc.

### Tourisme

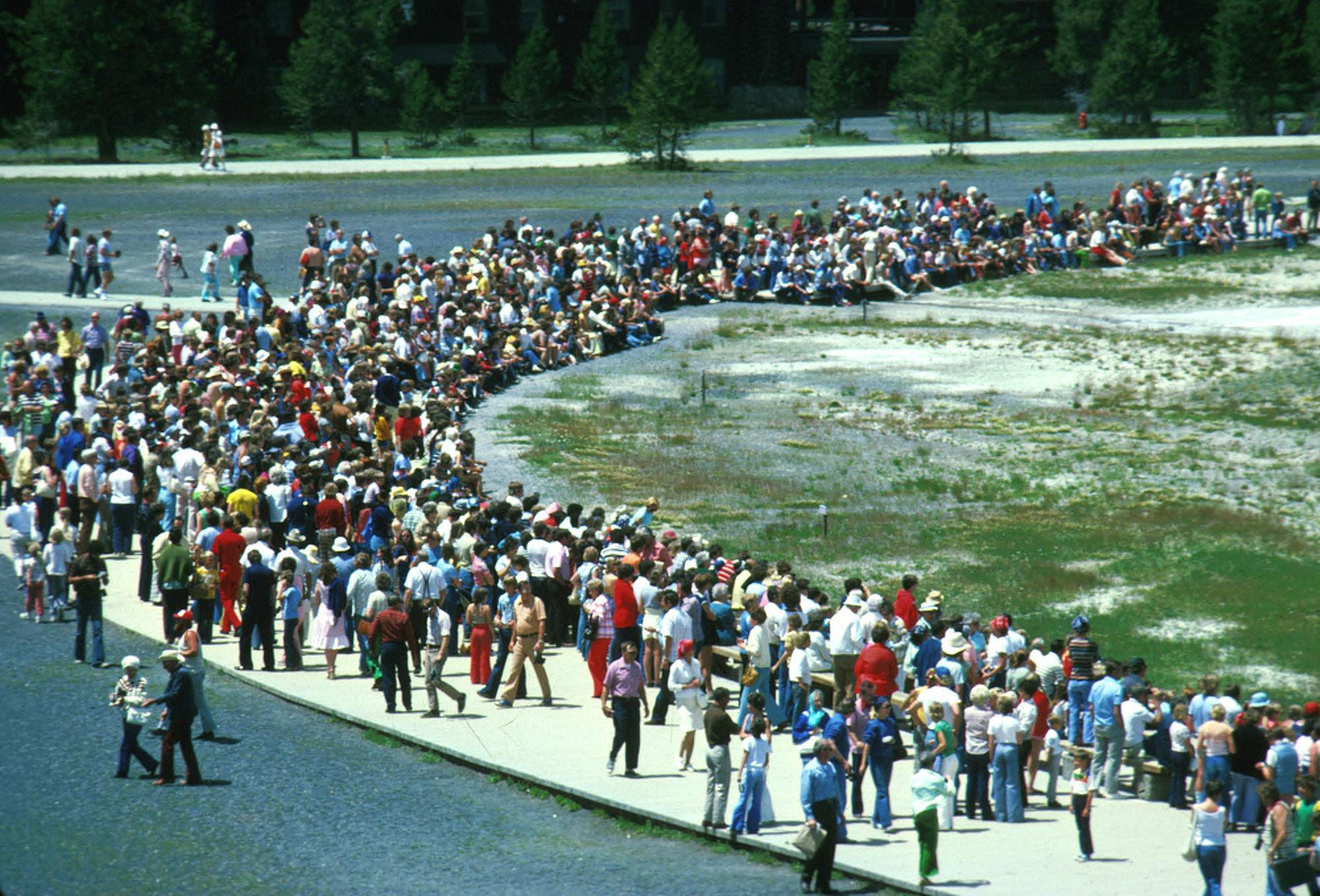
La foule attendant une éruption d'Old Faithful.

Le parc national de Yellowstone étant l'un des parcs nationaux les plus fréquentés des États-Unis, le tourisme y est important, avec environ 4 millions de visiteurs par an et un record de près de 4,9 millions de visiteurs en 2021, tandis que les effectifs du parc sont restés globalement fixes depuis 2000.
L'augmentation du nombre de visiteurs pose de nombreux problèmes écologiques et de sécurité, parmi lesquels le vandalisme, la surpopulation, la congestion routière, l'augmentation des pollutions lumineuse, sonore, de l'air et de l'eau, l'érosion et le compactage de sol, le besoin de nouvelles infrastructures (routes, sentiers, signalétique...), la transmission de maladies aux animaux sauvages par les animaux domestiques et les êtres humains, etc.. Tous ces problèmes entraînent la dégradation de la richesse géologique, hydrologique et écologique du parc.
La direction du parc s'efforce d'évaluer l'impact du tourisme sur les ressources, le personnel et le fonctionnement du parc, et de répondre à l'augmentation de la fréquentation. Elle prévoit notamment une entrée supplémentaire au parc, des améliorations de routes et sentiers et des enquêtes de terrain pour analyser les impacts du tourisme.